# Santa Cruz de la Zarza
Santa Cruz de la Zarza es un municipio español de la provincia de Toledo, en la comunidad autónoma de Castilla-La Mancha, situado al noreste de la denominada Mesa de Ocaña y al sur del río Tajo. Cuenta con una población de 4100 habitantes (INE 2024).
Los restos más antiguos de esta villa se remontan a la segunda Edad del Hierro, concretamente a la necrópolis de Las Esperillas. Desde la Antigüedad un importante centro de comunicaciones y lugar defendido en época romana y también en la visigoda y árabe, dada su posición dominante. Fue cedida a la Orden de Santiago antes de 1175, estableciéndose allí, después de la confirmación del papa Alejandro III en esta fecha, una encomienda. En 1242 su creciente importancia la hace, bajo el maestrazgo de Rodrigo Íñiguez, cabeza de la encomienda de su nombre y en 1253, el maestre de la Orden de Santiago don Pelayo Pérez Correa le concede fuero. En su casco urbano hay un gran número de casas-palacio con abundancia de escudos señoriales.
La principal actividad económica de Santa Cruz de la Zarza ha sido tradicionalmente la agricultura y la ganadería, aunque, según datos del INE, en 2006 la distribución del empleo de afiliados por sectores de ocupación era la siguiente: 31,5 % de la población dedicada al sector servicios (principalmente el comercio), el 26,5 % a la industria, el 20,4 % a la agricultura y ganadería y el 21,6 % restante a la construcción.

## Toponimia
En época romana recibe el nombre de Belcinia o Velsinia y en época de los godos Castelforte de Valcominoso.
Más tarde, y según cuenta una leyenda local, pasando un día el rey godo Recaredo por la calle de la Cava, que por aquel entonces era un arroyuelo cubierto de maleza, los vecinos quemaron las zarzas, y entre las llamas apareció sin daño alguno una cruz de madera. Tras este hecho, el pueblo empezó a llamarse «Santa Cruz entre Zarzas», y de ahí evolucionó al nombre que hoy tiene.
Sin embargo, unas fuentes afirman que el origen del nombre de «Santa Cruz de la Zarza» puede proceder de su situación geográfica entre dos valles, entre los cuales había una montaña de zarzales.
Otra hipótesis apunta a que el fitotopónimo «Zarza» puede estar relacionado con el grupo de topónimos derivados del latín quercus «encina», como Cerceda, Cercedilla, Cercedo, etc. Como quercus es un nombre femenino de la 4.ª declinación en latín, zarza podría derivar de la forma del latín quercea, «encina». Otra posibilidad es que del adjetivo querceus, «relativo a la encina», provenga la forma de plural neutro *quercea, «sitio abundante en encinas, encinar». La evolución sería Quercea > *Kercea > *Kercia > *Cerza > Zarza. Otro dato a favor de esta hipótesis serían los espesos encinares conservados en las cercanías del municipio.
Una última hipótesis señala que el sobrenombre «de la Zarza» proviene del municipio cercano de Zarza de Tajo del que, según esta hipótesis, Santa Cruz de la Zarza comenzó siendo un municipio dependiente para, posteriormente, crecer su población mucho más que el municipio matriz.
En cualquier caso, parece que el topónimo alude, por un lado, a la Orden de Santiago («la Santa Cruz»), y, por otro, la «zarza» corresponde a una forma toponímica propia de la época de la repoblación posterior a la Reconquista, que suele utilizar nombres de plantas: ajo (Ajofrín), cebolla (Cebolla), almendro (Almendros), peral (Perales de Tajuña, Perales del Río...), etc.
Los habitantes del municipio tienen el gentilicio de santacrucero/santacrucera o santacruceño/santacruceña, aunque este último no se utiliza.

## Geografía

### Ubicación
Está situada en el noreste de la provincia de Toledo, en la zona limítrofe entre las provincias de Toledo, Madrid y Cuenca, y dista 85, 83 y 101 km de sus capitales de provincia respectivamente. Su extensión es de 264,54 km² y su altitud es 790 m s. n. m.
Limita con los términos municipales de Villamanrique de Tajo y Fuentidueña de Tajo, al norte, en la provincia de Madrid; Villarrubia de Santiago y Villatobas, al oeste; Corral de Almaguer y Cabezamesada, al sur; todos ellos en la provincia de Toledo; y Zarza de Tajo, Tarancón, Fuente de Pedro Naharro y Horcajo de Santiago, al este, en la provincia de Cuenca.
| Noroeste: Villarrubia de Santiago           | Norte: Villamanrique de Tajo y Fuentidueña de Tajo | Noreste: Zarza de Tajo                   |
| Oeste: Villarrubia de Santiago y Villatobas |                                                    | Este: Tarancón y Fuente de Pedro Naharro |
| Suroeste Villatobas                         | Sur: Corral de Almaguer y Cabezamesada             | Sureste: Horcajo de Santiago             |

Su ubicación en la parte nororiental de la llanura alta conocida como Mesa de Ocaña ofrece desde lo alto, con cotas superiores a los 800 m s. n. m., una de las mejores perspectivas sobre el valle del Tajo.
El municipio está ubicado entre dos cerros y conforma dos barrios bien diferenciados. El barrio occidental está compuesto en general por edificaciones más populares y espontáneas (como las casas-cueva) adaptándose al desnivel del trazado de calles irregular y tortuoso. El barrio oriental está formado por calles con mejor alineación y sufrió el desarrollo en el siglo XVII, edificándose numerosas viviendas o casas-palacio con profusión de escudos señoriales.

### Hidrografía
El río Tajo atraviesa el término municipal de Santa Cruz de la Zarza. Por todo el término municipal se encuentran diseminados numerosos manantiales de agua subterránea y acuíferos, que tradicionalmente han sido explotados por los vecinos del municipio y por agricultores o ganaderos mediante pozos o fuentes, como la Fuente de los Caños, la Fuente de las Hontanillas o El Cañejo, todas ellas dentro del núcleo urbano; o El Gramón y las dos fuentes de La Virgen de la Paz, en los parajes del mismo nombre. Tradicionalmente, la extracción del agua de dichos pozos se realizó de forma manual, hasta que a partir del año 2000 se llevó a cabo un proyecto piloto de instalación en diversos pozos del término municipal de un sistema autónomo de bombeo y extracción de agua mediante energía solar fotovoltaica.

### Recursos naturales

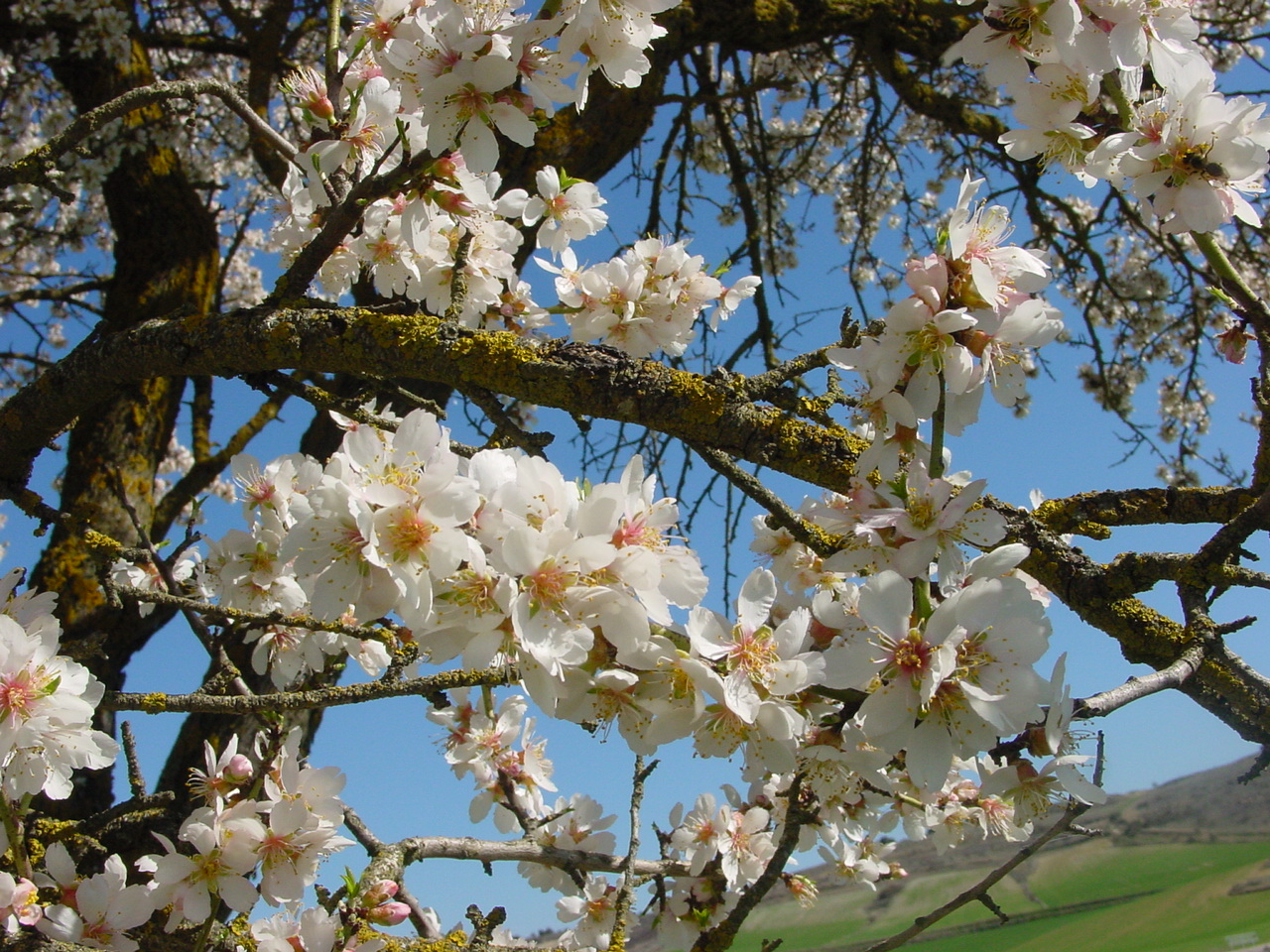
Flores de almendro.

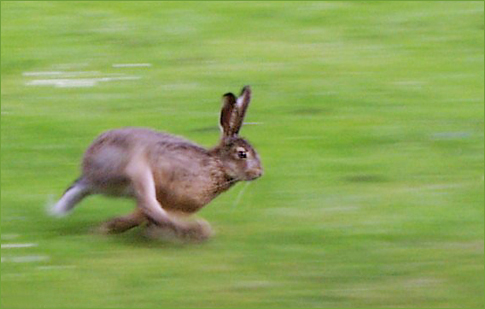
Liebre a la carrera.

En Santa Cruz de la Zarza hay una riqueza natural muy importante, con hábitats únicos que han sido definidos como prioritarios por las directivas europeas. Estos son las zonas declaradas como Lugar de Importancia Comunitaria (LIC), como las Estepas salinas de Toledo o los Yesares del valle del Tajo, que se extiende en 4133 hectáreas de terreno. Existe una Zona de especial protección para las aves (ZEPA) en el Área esteparia de La Mancha Norte, que ocupa 5952 hectáreas. Por todo el término hay numerosas cuevas, deshabitadas en su mayor parte, y un gran número de encinares, de gran valor medioambiental son las encinas centenarias del llamado «Monte Ocaña» en la parte sur del término municipal. Existen en todo el término un sinfín de pozos y abrevaderos para el ganado.

#### Flora
A lo largo de su extenso término hay marcados contrastes naturales, con una gran biodiversidad: prevalecen la vegetación de monte bajo, los viñedos, los pinares y las encinas.
Las tierras que rodean el casco urbano están ocupadas por cultivos de cereales, campos de vides y olivos. La vegetación es mediterránea: abundan las encinas, los almendros, las coníferas, los arbustos y los matorrales. Entre las coníferas se encuentra el pino piñonero y el pino carrasco, fruto de numerosas repoblaciones por todo el término municipal. Entre los arbustos y matorrales destacan el cardo borriquero, el tomillo, el romero y el esparto. La vegetación leñosa que se puede encontrar son los álamos, chopos y olmos, y también hay arbustos y matorrales como los juncos o cañas, que se dan en ambientes húmedos como la vega del río Tajo o los arroyos repartidos por el término o en el paraje conocido como Virgen de la Paz o El Villar.
Los tipos de hábitat que existen en su término municipal son pastizales salinos mediterráneos (Juncetalia maritimi), estepas yesosas (Gypsophiletalia), brezales oromediterráneos endémicos con aliaga, formaciones de enebros, zonas subestépicas de gramíneas y anuales (Thero-Brachypodietea), bosques galería de sauces blancos, álamos blancos y bosques de encinas.

#### Fauna
Por su término municipal abundan las especies de caza menor como perdices, conejos y liebres. Por los campos santacruceros también hay abundancia de aves rapaces (como el mochuelo), córvidos (como la urraca), apódidos (como el vencejo o la golondrina) y artrópodos (como el alacrán), así como otros pequeños roedores, culebras y otros reptiles. Las avutardas y zorros existentes en la zona están declarados como especie protegida.

### Clima

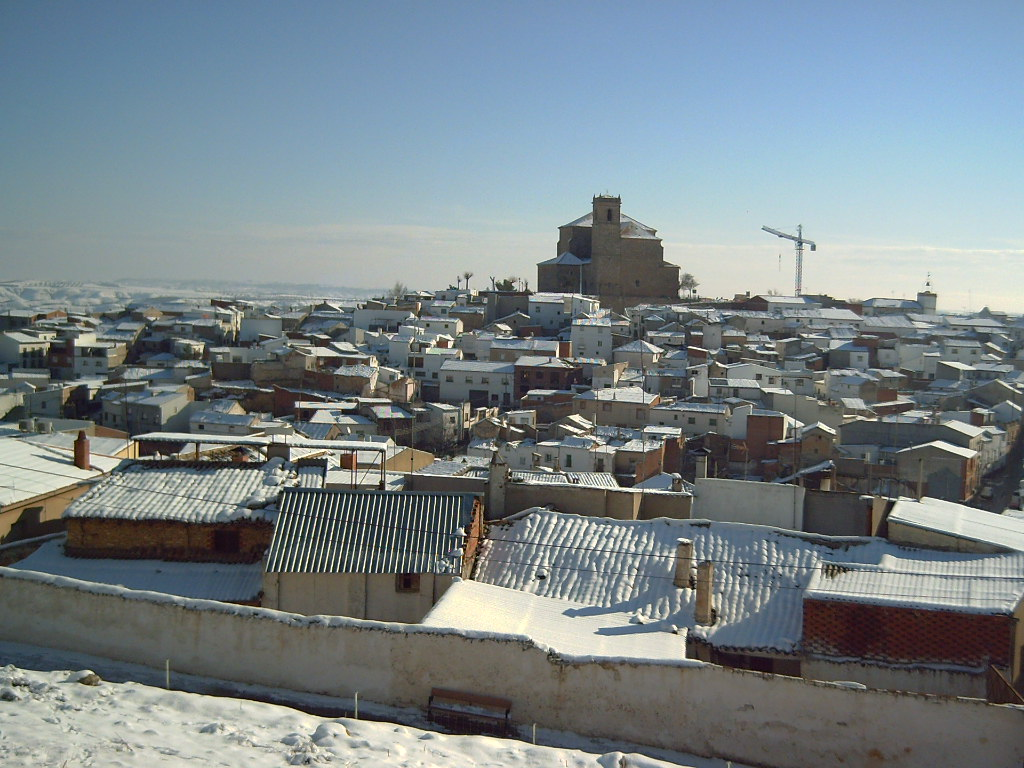
Vista general de la localidad tras una nevada en febrero de 2006

El clima de Santa Cruz de la Zarza es mediterráneo con un marcado carácter continental, por lo que se le denomina mediterráneo continentalizado.
Es similar al clima mediterráneo típico pero con características de climas continentales, de temperaturas más extremas. Este clima no recibe la influencia del mar, por lo que las temperaturas son mucho más extremas. Los inviernos son frescos, con temperaturas medias inferiores a los 5 °C, heladas nocturnas muy frecuentes y nevadas ocasionales (tres o cuatro al año). Los veranos son calurosos, con temperaturas medias superiores a los 24 °C en julio y agosto, y con máximas que pueden superar los 35 °C. La oscilación térmica diaria es aproximadamente de 10 °C. Predominan los vientos del norte y del oeste, sobre los que Pascual Madoz afirma que «es de clima frío, reinan los vientos N. y O. y se padecen constipaciones, pulmonías y dolores de costado».
Santa Cruz de la Zarza se puede incluir dentro de la denominada tradicionalmente «España Seca». Las precipitaciones no son muy abundantes y siguen un patrón muy parecido al del clima mediterráneo típico. Las precipitaciones anuales son de una media de 400 mm al año.
| DATOS CLIMATOLÓGICOS AÑO 2009 (Observatorio Villarrubia de Santiago)                                        |            |         |            |         |        |        |        |       |       |       |        |        |         |
| | MÁXIMAS    | MÁXIMAS | MÍNIMAS    | MÍNIMAS | Tmm °C | tmm °C | TMM °C | Hmm % | hmm % | Hmm % | P mm   | Vm m/s | ET0 mm  |
| FECHA | TMA        | FECHA   | tma        |         | Tmm °C | tmm °C | TMM °C | Hmm % | hmm % | Hmm % | P mm   | Vm m/s | ET0 mm  |
| Enero | 30/01/2009 | 16.9    | 11/01/2009 | -12.6   | 3.65   | -0.77  | 8.58   | 80.42 | 61.86 | 91.76 | 29.60  | 1.30   | 25.70   |
| Febrero | 27/02/2009 | 21.3    | 14/02/2009 | -3.7    | 5.96   | -0.45  | 13.43  | 68.60 | 40.41 | 90.17 | 28.80  | 1.15   | 41.30   |
| Marzo | 15/03/2009 | 24.9    | 26/03/2009 | -1.7    | 9.90   | 1.87   | 18.70  | 56.75 | 27.41 | 85.32 | 37.00  | 1.25   | 81.60   |
| Abril | 24/04/2009 | 27.4    | 01/04/2009 | -2.8    | 11.14  | 3.25   | 18.82  | 56.46 | 28.33 | 85.19 | 33.80  | 1.45   | 106.80  |
| Mayo | 20/05/2009 | 35.1    | 02/05/2009 | 2.7     | 18.01  | 8.53   | 27.06  | 43.94 | 17.84 | 77.69 | 8.00   | 1.21   | 135.90  |
| Junio | 13/06/2009 | 39.4    | 01/06/2009 | 0.0     | 23.73  | 12.51  | 32.15  | 35.77 | 14.46 | 65.35 | 13.40  | 1.33   | 149.20  |
| Julio | 21/07/2009 | 41.4    | 18/07/2009 | 11.4    | 26.22  | 15.60  | 35.11  | 31.18 | 12.66 | 60.20 | 0.00   | 1.36   | 203.00  |
| Agosto | 05/08/2009 | 39.2    | 02/08/2009 | 12.0    | 26.43  | 17.09  | 35.72  | 36.86 | 16.18 | 67.65 | 5.20   | 1.04   | 169.70  |
| Septiembre                                                                                                  | 01/09/2009 | 35.2    | 17/09/2009 | 0.0     | 20.48  | 12.78  | 28.29  | 53.13 | 24.76 | 81.45 | 3.20   | 0.93   | 105.00  |
| Octubre | 05/10/2009 | 30.8    | 18/10/2009 | -1.0    | 15.77  | 8.03   | 24.75  | 62.14 | 32.65 | 90.75 | 21.60  | 0.93   | 69.50   |
| Noviembre                                                                                                   | 01/11/2009 | 25.7    | 24/11/2009 | -3.0    | 10.40  | 3.75   | 17.83  | 67.34 | 40.76 | 90.78 | 16.60  | 1.15   | 40.70   |
| Diciembre                                                                                                   | 29/12/2009 | 17.8    | 15/12/2009 | -12.8   | 5.72   | 1.10   | 10.40  | 84.70 | 65.96 | 96.61 | 136.00 | 1.12   | 21.00   |
| AÑO 2009 | 21/07/2009 | 41.4    | 15/12/2009 | -12.8   | 14.80  | 6.97   | 22.58  | 56.51 | 32.08 | 81.90 | 333.20 | 1.19   | 1149.40 |
| Fuente: Centro Regional de Estudios del Agua CREA- UCLM Archivado el 2 de abril de 2013 en Wayback Machine. |            |         |            |         |        |        |        |       |       |       |        |        |         |

TMA = Temperatura Máxima absoluta

tma = temperatura mínima absoluta

Tmm = Temperatura media de medias

tmm = temperatura media de mínimas

TMM = Temperatura Media de Máximas

Datos en °C

Hmm = Humedad relativa media de medias

P = Precipitación
Vm = Velocidad media

ET0 = Evapotranspiración de referencia o evapotranspiración del cultivo de referencia acumulada

## Historia

Cruz de Santiago, emblema de la Orden de Santiago a la que pertenecían los fundadores del núcleo urbano del municipio

Los restos más antiguos de este municipio se remontan a la segunda Edad del Hierro, concretamente a la necrópolis de Las Esperillas.
Según José López Agurleta, el primer maestre de la Orden de Santiago don Pedro Fernández de Fuentencalada «pretendía ser caballero eterno de la Celestial Milicia»; por ello recibió la cruz de su espada y sus trabajos para trepar desde la corriente de las aguas a la cumbre. Trepó, en fin, desde el Tajo a lo más alto, entre Aurelia y Alharilla y colocó allí su estandarte de la Santa Cruz.
Santa Cruz de la Zarza fue desde la Antigüedad un importante centro de comunicaciones y lugar defendido en época romana y también en la visigoda y árabe, dada su posición dominante. Santa Cruz fue cedida a la Orden de Santiago antes de 1175, estableciéndose allí, después de la confirmación del papa Alejandro III en esta fecha, una encomienda. Se menciona a Santa Cruz de la Zarza de nuevo en 1241, con motivo del deslinde habido entre las tierras del arzobispo de Toledo y las de la Orden de Santiago. En 1242 su creciente importancia la hizo, bajo el maestrazgo de Rodrigo Íñiguez, cabeza de la encomienda de su nombre. En 1253, el maestre de la Orden de Santiago Pelayo Pérez Correa le concedió fuero.
A mediados del siglo XIX, la villa tenía contabilizada una población de 3371 habitantes. Apareca descrito en el séptimo volumen del Diccionario geográfico-estadístico-histórico de España y sus posesiones de Ultramar de Pascual Madoz de la siguiente manera:

CRUZ DE LA ZARZA [Santa]: v. con ayunt. en la prov. de Toledo [13 leg.], part. jud. de Ocaña [5], aud. terr. de Madrid [11], dióc. de Uclés [15], c. g. de Castilla la Nueva: sit. entre 2 alturas, es de clima frio, reinan los vientos N. y O., y se padecen constipaciones, pulmonias y dolores de costado: tiene 800 casas distribuidas en calles con muchas cuestas, aunque las principales están casi llanas, y una plaza bastante espaciosa; pero los edificios poco regulares no le dan hermosura ni visualidad; hay casa de ayunt., cárcel, pósito y teatro en el mismo edificio, 2 escuelas de niños dotadas con 2,200 rs. de los fondos públicos, á las que asisten 110; una de ninas con 1,100 á la que asisten 44; un ex-conv. de Trinitarios, cuya igl. está considerada como ermita; 2 parr. dedicadas á Santiago Apóstol y San Miguel Arcangel, curatos de ascenso y provision ordinaria, correspondiendo el patronato de ambas á S. M. como adm. perpetua de la orden militar de Santiago, á la que pertenecen los pueblos de esta dióc: en la primera parr. se halla la patrona del pueblo que es Ntra. Sra. del Rosario, en un hermoso trono con un camarin de especial gusto y mérito; en la segunda hay tambien una capilla dedicada á Nuestra Sra. de los Sábados, de singular hermosura, muy bien adornada con pinturas y colgaduras de esquisito gusto; 3 ermitas dedicadas á San Pedro, Sta. Lucia y San Anton, y una fuente en el medio del valle que forma el pueblo, de buen agua con 5 caños muy abundantes para el surtido del comun: fué pueblo fortificado, conservándose todavía al rededor de la igl. de Santiago 4 torreones. Confina el térm. por N. con los de Fuentidueña, Villamanriqne, Colmenar de Oreja y Zarza de Tajo, cuyo r. los divide; E. Fuente de Pedro Narro, Horcajo y Tarancon; S. Corral de Almaguer y Cabeza Mesada; Ó. Villarrubia de Santiago y Villalobas, á dist. de 2 leg. próximamente por todos los puntos y comprende un monte de mata parda que se llama de Santa Cruz al S., que aunque algo destruido por circunstancias particulares, es el mejor de la prov.; una venta llamada de Juan Cano tambien al S. y orilla del anterior monte á dist. de 2 leg, y de poca comodidad; el desp. Testillos del que no se conserva ni aun memoria y que hoy es terreno cultivado; el de Villarejo Seco, que tambien es terreno labrantio; el de Villar de Saúco, en el que hay una ermita dedicada á Ntra. Sra. de la Paz; el de Villaverde, en el que tambien hay otra ermita dedicada á Ntra. Sra. con la advocacion; varias deh. para pastos, muchas tierras labrantias y el resto plantado de viñas y olivos. El terreno participa de llano y algunos cerros con hondonadas ó barrancos, árido, de poco producir y todo de secano: los caminos son vecinales, cruzando ademas por la pobl. y su térm. el que de Toledo conduce á Cuenca por Ocaña: el correo se recibe en Tarancon por baligero 3 veces á la semana: prod.: trigo, cebada, aceite, vino, anis, almortas y sobre todo cominos de que abunda estraordinariamente: se mantiene ganado lanar, y se cria caza menor: ind. y comercio: telares de paños fuertes para uso de los labradores, y tintorerias ordinarias; se estraen los frutos del pais y se celebra un mercado poco concurido todos los miércoles. pobl.: 946 vec, 3,371 alm. cap. prod.: 5.042,887 rs. imp.: 130,132. contr.: segun el cálculo oficial de la prov. 74'48 por 100. presupuesto municipal: 30,000, del que se pagan 4,400 al secretario por su dotacion y se cubre con los prod. de propios, que consisten en el buen monte encinar que hemos indicado, varias deh. de pasto y un molino harinero de 6 piedras en el Tajo.
Esta v. fué una encomienda de la orden de Santiago: su antigüedad mayor que la de Roma, fué c. llamada Belcinia, segun la historia de Toledo; despues fue la novena mansion del itinerario romano de Mérida á Zaragoza con el nombre de Vicus-cuminarius; mas adelante Castelforte de Valcominoso: los godos conservaron con esmero su fort. que parece existía donde hoy la parr. de Santiago.
(Madoz, 1847, pp. 184-185)

## Demografía
Cuenta con una población de 4100 habitantes (INE 2024).
| Gráfica de evolución demográfica de Santa Cruz de la Zarza entre 1842 y 2021                                          |
| |
| Población de derecho según los censos de población del INE. Población de hecho según los censos de población del INE. |

La población de Santa Cruz de la Zarza, según el padrón de 2021 del INE, es de 4085 habitantes, 2081 varones y 2004 mujeres, y se concentra en su núcleo urbano, ya que hoy prácticamente han desaparecido los pequeños poblados y fincas rústicas alejadas con población residente de forma permanente. Su densidad es de 15,44 hab/km² (2021). Se estima que su población aumenta en 2000 personas en los periodos vacacionales. Los pequeños poblados que se encontraban en el término municipal de Santa Cruz de la Zarza y de los que no se conservan restos eran Villarejo Seco y Testillos (sus terrenos se usan para el cultivo); Villar de Sauco o el Villar, sobre el que se asienta la ermita en honor a Nuestra Señora de la Paz, por lo que dicho paraje recibe el nombre de Virgen de la Paz; y Villaverde, en el que hay también otra ermita.

### Evolución demográfica
Según Sebastián Miñano en su Diccionario geográfico-estadístico de España y Portugal, Santa Cruz de la Zarza contaba en los años 1820 con 4114 habitantes. La población santacrucera creció constantemente desde el siglo XIX hasta mediados del siglo XX, y se llegó a duplicar el número de habitantes en la década de 1950 hasta alcanzar una población de 6258 habitantes. En las siguientes dos décadas (1950-1970), el número de habitantes sufre una drástica reducción hasta llegar a los 4206 habitantes. Este descenso fue debido a la emigración a otros lugares más industrializados como Madrid, Valencia o Cataluña (existe una gran comunidad santacrucera en Mataró, Barcelona) o a países europeos e hispanoamericanos. No se disponen de datos sobre el número de retornados definitivos, pero su presencia en el municipio es patente en determinadas épocas del año, como las fiestas locales. Es de subrayar el hecho de que gran parte de esta emigración no tuvo carácter «individual» o «personal», sino que afectó a familias enteras, que abandonaron el municipio -en muchos casos para siempre- y provocaron un gran vacío y crisis en la localidad. A partir de 1981 la población de Santa Cruz de la Zarza ha ido creciendo constantemente hasta alcanzar la cifra de 4940 habitantes en 2010.
En la última década la población ha ido en aumento por dos factores: el incipiente aumento de la natalidad y la llegada de personas de países del Norte de África, Hispanoamérica y, especialmente, del este de Europa.

### Movimientos migratorios
Según datos del INE de 2007, el número de inmigrantes en Santa Cruz de la Zarza es 524, correspondiente a un 11,0 % del total de población. El 89,5 % de los inmigrantes son europeos, de los cuales un 85,7 % provienen de Rumanía y un 3,6 % del resto de la Unión Europea. Prácticamente todos los inmigrantes que provienen de África (un 5,2 % del total de inmigrantes) provienen de Marruecos y de los inmigrantes provenientes de América (un 5,2 % del total), el 0,8 % son de Colombia, el 1 % de Ecuador y el 0,2 % de Argentina. Hay un inmigrante asiático en el municipio.
| Inmigrantes residentes en Santa Cruz de la Zarza por lugar de origen | Inmigrantes residentes en Santa Cruz de la Zarza por lugar de origen | Inmigrantes residentes en Santa Cruz de la Zarza por lugar de origen | Inmigrantes residentes en Santa Cruz de la Zarza por lugar de origen | Inmigrantes residentes en Santa Cruz de la Zarza por lugar de origen | Inmigrantes residentes en Santa Cruz de la Zarza por lugar de origen | Inmigrantes residentes en Santa Cruz de la Zarza por lugar de origen | Inmigrantes residentes en Santa Cruz de la Zarza por lugar de origen | Inmigrantes residentes en Santa Cruz de la Zarza por lugar de origen |
| Región/País                                                          | Hombres                                                              | Mujeres                                                              | Total                                                                |                                                                      | Región/País                                                          | Hombres                                                              | Mujeres                                                              | Total                                                                |
| -------------------------------------------------------------------- | -------------------------------------------------------------------- | -------------------------------------------------------------------- | -------------------------------------------------------------------- | -------------------------------------------------------------------- | -------------------------------------------------------------------- | -------------------------------------------------------------------- | -------------------------------------------------------------------- | -------------------------------------------------------------------- |
| Rumania                                                              | 250                                                                  | 199                                                                  | 449                                                                  | Ecuador                                                              | 2                                                                    | 3                                                                    | 5                                                                    |                                                                      |
| Total Unión Europea                                                  | 257                                                                  | 211                                                                  | 468                                                                  | Colombia                                                             | 0                                                                    | 4                                                                    | 4                                                                    |                                                                      |
| Europa no UE                                                         | 1                                                                    | 0                                                                    | 1                                                                    | Argentina                                                            | 1                                                                    | 0                                                                    | 1                                                                    |                                                                      |
| Marruecos                                                            | 17                                                                   | 9                                                                    | 26                                                                   | Total América                                                        | 15                                                                   | 12                                                                   | 27                                                                   |                                                                      |
| Total África                                                         | 18                                                                   | 9                                                                    | 27                                                                   | Total Asia                                                           | 0                                                                    | 1                                                                    | 1                                                                    |                                                                      |
|                                                                      |                                                                      |                                                                      |                                                                      | TOTAL                                                                | 291                                                                  | 233                                                                  | 524                                                                  |                                                                      |
| Fuente: Estudio de datos económicos y sociales de Caja España.       |                                                                      |                                                                      |                                                                      |                                                                      |                                                                      |                                                                      |                                                                      |                                                                      |

## Economía

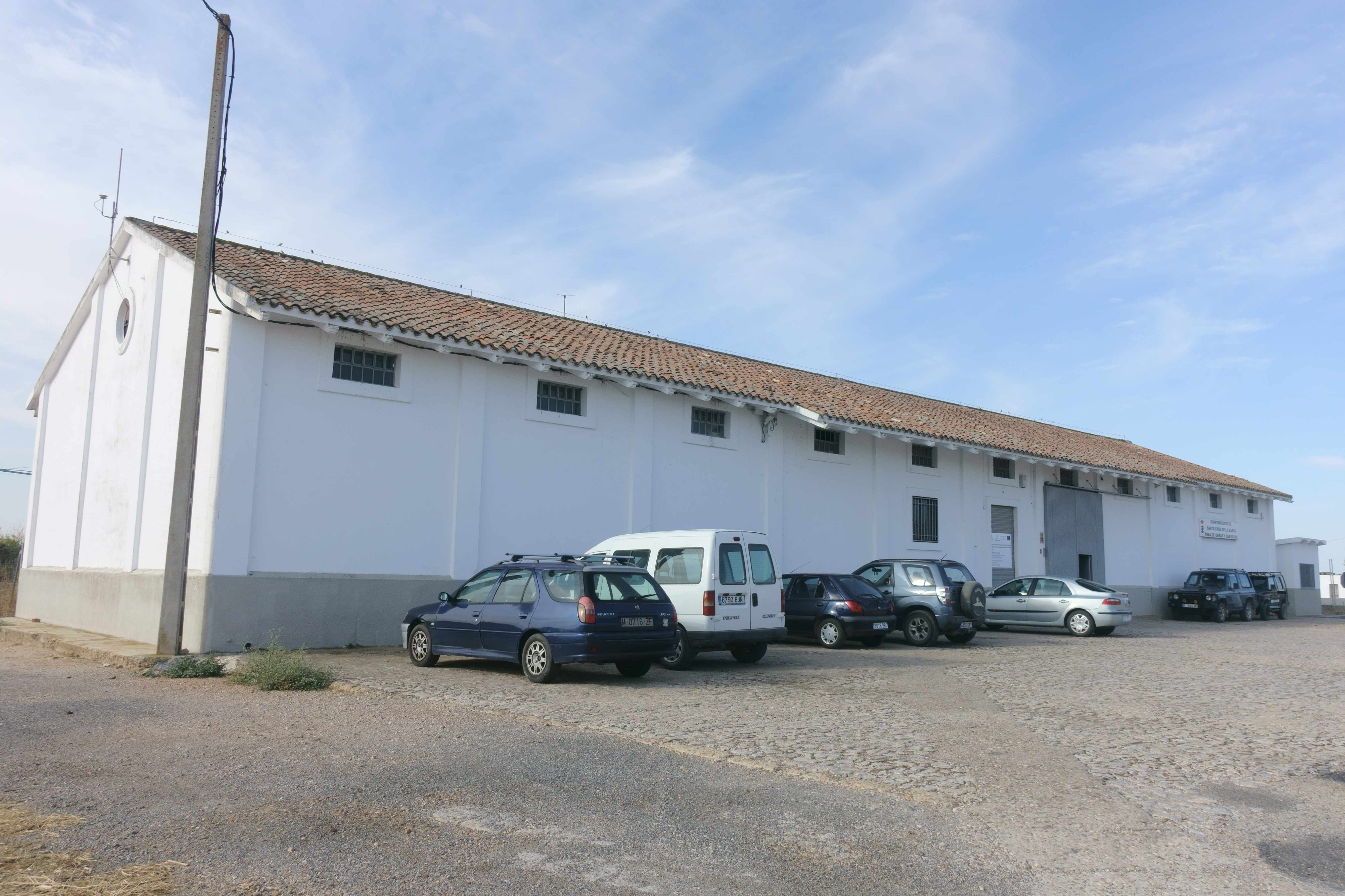
Antiguo granero perteneciente a la Red Nacional de Silos y Graneros

La principal actividad económica de Santa Cruz de la Zarza ha sido tradicionalmente la agricultura y la ganadería, aunque, según datos del Instituto de Estadística de Castilla-La Mancha, en 2007 la distribución del empleo de afiliados por sectores de ocupación era la siguiente: 32,5 % de la población dedicada a los servicios (principalmente el comercio), el 26,2 % a la industria, el 18,7 % a la agricultura y ganadería y el 22,6 % restante a la construcción.

### Agricultura y ganadería

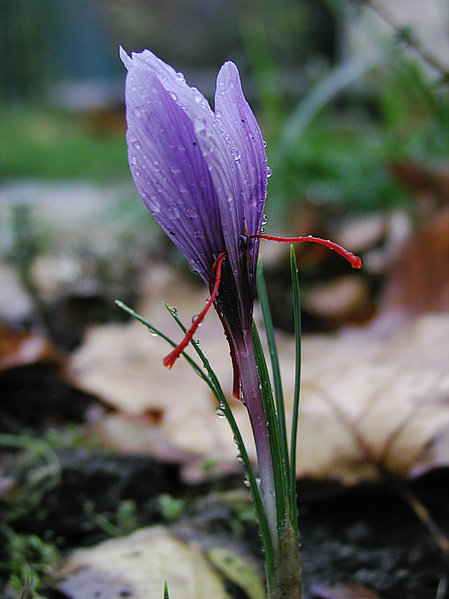
Flor de azafrán

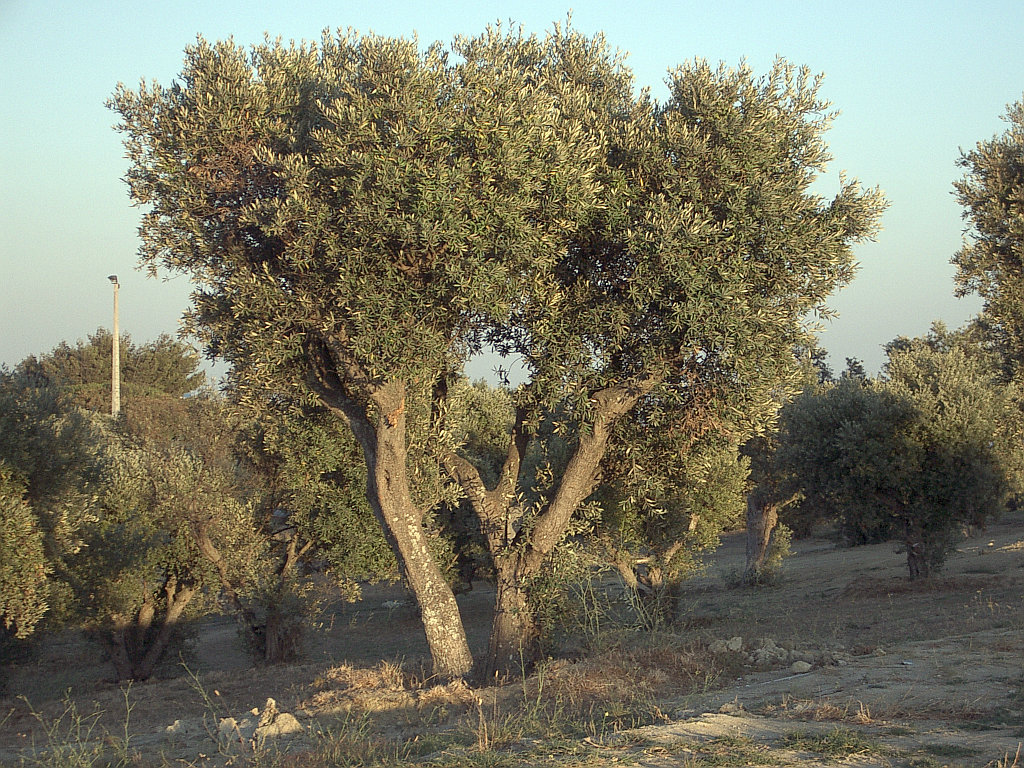
Olivo

Los terrenos de Santa Cruz de la Zarza son dedicados mayoritariamente al cultivo de la vid, el olivo, los cereales (principalmente trigo y cebada) y las legumbres (fundamentalmente lentejas y en ocasiones garbanzos). También hay plantaciones de horticultura de regadío (tomates, melones, patatas...).
La actividad ganadera también está presente en la economía santacrucera, sobre todo la relacionada con el ganado ovino y caprino. Se encuentra dentro de la zona de producción de la IGP cordero manchego.
El cultivo de cominos estaba muy extendido en Santa Cruz de la Zarza desde la Antigüedad: prueba de ello es la mansión romana Vicus Cuminarus (camino de cominos) que hubo en su término municipal. Dicha actividad se mantuvo hasta finales del siglo XIX y mediados del siglo XX, al igual que el cultivo de azafrán. El cultivo de azafrán era una de las fuentes de riqueza del municipio y ha contado con grandes expertos. En 1618, el séptimo conde de Lemos, Pedro Fernández de Castro, comunica al gobernador de sus estados que había decidido enviar a: 

essa tierra a Juan Sanchez, natural de Santa Cruz de la Çarça (provincia de Toledo), el qual por ser hombre plático de esta granjería de azafrán me lo ha encaminado Don Gaspar Bonifaz; lleva juntamente vna carga de cebollas para el plantío del Azafrán para que desde luego se empieze a hazer la prueba.

Este hecho puede servir para entender la importancia que tenía el cultivo del azafrán tanto dentro como fuera del municipio. El municipio se encuentra dentro de la zona de producción de la Denominación de Origen Azafrán de la Mancha.

### Industria

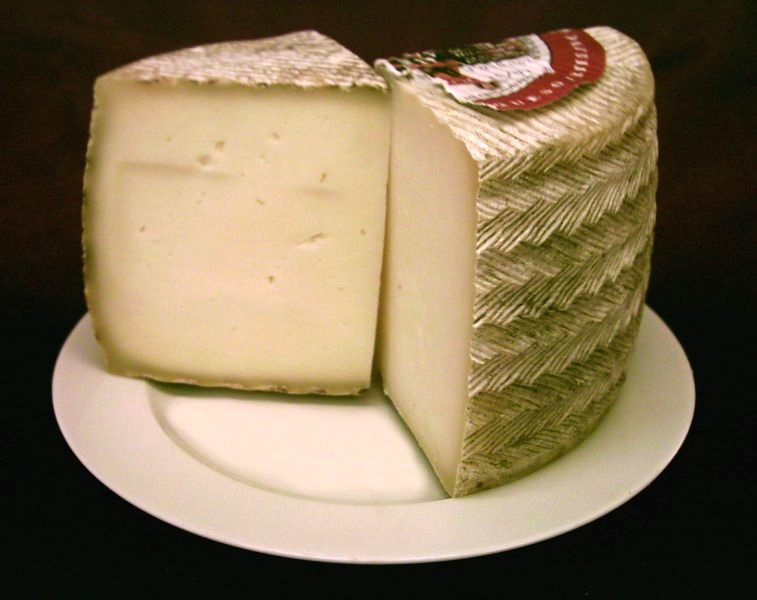
Queso manchego

La industria juega un papel importante en la economía santacrucera. Destacan las industrias relacionadas con la agricultura como las cooperativas vitivinícolas, incluidas en la Denominación de Origen La Mancha y Denominación de Origen Uclés; y almazaras. Mención especial merecen los quesos manchegos que se elaboran en el municipio y premiados entre los mejores de Castilla-La Mancha.
Hay numerosos talleres relacionados con la industria textil y fábricas de todo tipo, mayoritariamente las relacionadas con la madera (fabricación de muebles, puertas, parqué...) y el hierro.
De las actividades artesanales y oficios tradicionales por los que Santa Cruz de la Zarza fue famoso (cestería, talabartería) no pervive ya sino el recuerdo; alguna tahona o industria alimentaria familiar ha empezado a comercializar algunos «productos típicos», para consumo interno y del turismo estacional y de fin de semana.
También hubo una importante industria de telares de paños fuertes para los agricultores y tintorerías ordinarias y una caldera de jabón.

### Comercio y servicios
Como se ha indicado anteriormente, Santa Cruz de la Zarza es un municipio volcado fundamentalmente en el sector servicios, principalmente el comercio de todo tipo de productos a nivel local, comarcal y nacional. Se celebra un mercadillo todos los miércoles. En el municipio se conoce este mercadillo como plaza, ya que hasta 2006 el mercadillo se celebraba en la plaza de la Constitución. Este mercadillo se venía celebrando en Santa Cruz de la Zarza desde la Edad Media en la actual plaza de la Constitución. Fue Santa Cruz una villa que gozó del favor real para la celebración de ferias y mercados, tradición que ha sabido mantener hasta el día de hoy.
La Raspa fue el transporte más famoso en Santa Cruz de la Zarza, ya que desde 1954 se encargó de subir a la gente de esta localidad a la estación de ferrocarril. Tenía el chasis de una camioneta Ford a la que se le puso carroza en una carpintería del municipio. También se encargaba La Raspa del servicio de taxi por los alrededores e incluso se usó como ambulancia cuando fue necesario.

### Artesanía
La guarnicionería está presente con magníficos trabajos en cuero aplicados al mundo ecuestre: cinturones, delantales, sillas de montar y arneses para caballos. Los relojeros de la localidad restauran, montan, mantienen y conservan con técnicas manuales la relojería mecánica antigua y moderna. También el esparto y la forja son actividades manufactureras artesanas en Santa Cruz de la Zarza.

### Paro
Las cifras del paro en Santa Cruz de la Zarza afectan principalmente a las mujeres. Los datos relativos a junio de 2008 indican que hay 121 personas inscritas al paro en el municipio, 44 hombres y 77 mujeres.
Por sectores de ocupación, el que registra un mayor número de parados es el sector servicios con 67, por 37 en la industria y 12 en la construcción.
Por nivel de estudios, las cifras de parados son: 59 para aquellos que terminaron la primaria etapa de educación secundaria, 39 para los que tiene estudios primarios, 9 para los que acabaron la educación secundaria, 4 con estudios universitarios, 2 con Formación Profesional (FP) superior y 8 analfabetos.
Por edades, las que mayor cifra de parados registran son las comprendidas entre los 25 y los 29 años con, 20; seguidas de entre 30 y 34 años, con 19; entre 40 y 45, con 19; y entre 35 y 39, con 15. Hay 2 menores de 20 años apuntados al paro.

## Infraestructuras

### Medios de transporte y carreteras

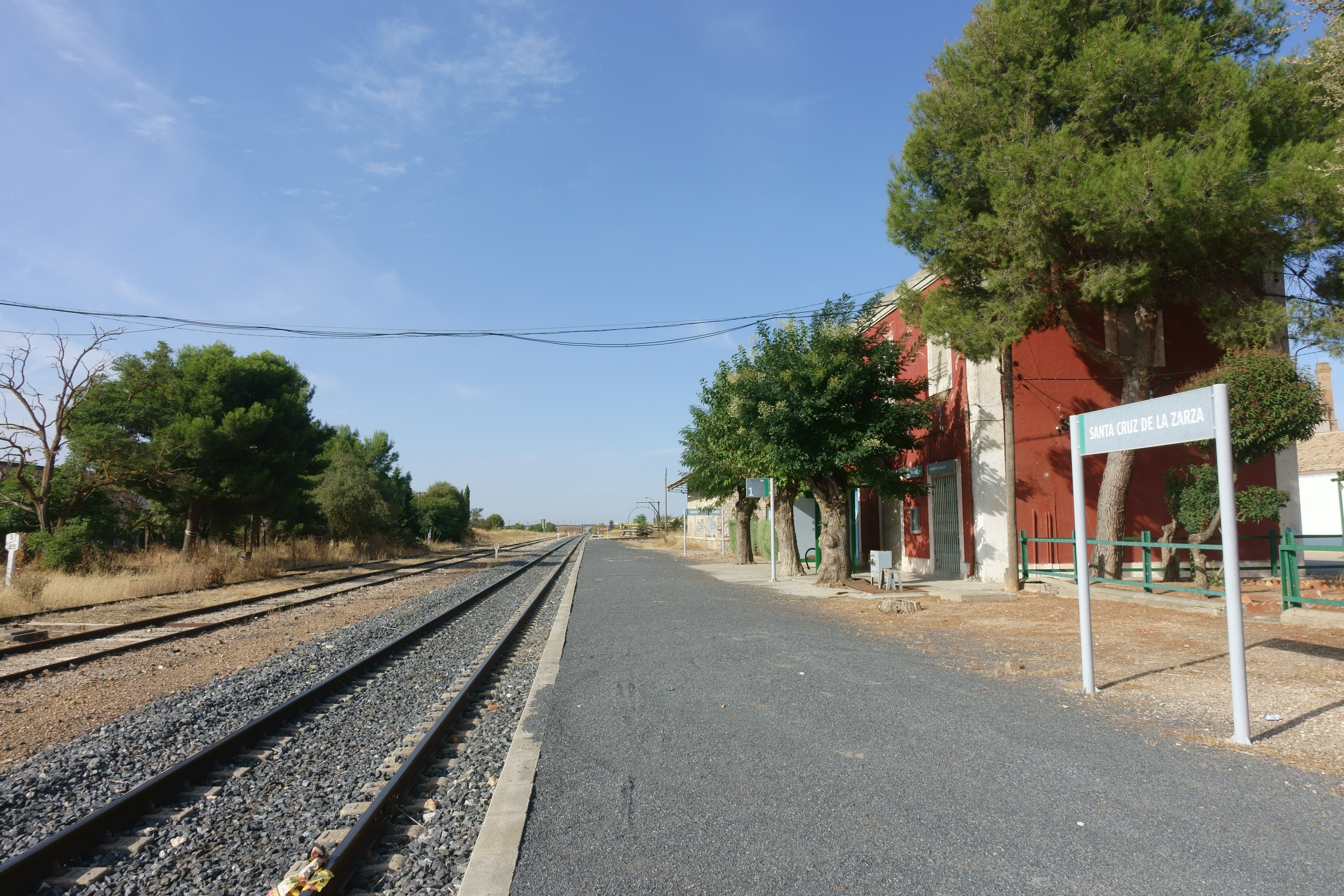
Andenes de la estación de ferrocarril

Santa Cruz de la Zarza está comunicada por carretera con ciudades como Toledo, Cuenca, Tarancón u Toledo por la carretera N-400, concretamente está situada en el kilómetro 82. En su término municipal se están llevando a cabo las obras de la Autovía de Castilla-La Mancha (A-40), a la que en un futuro el municipio tendrá acceso. Conecta con Villamanrique de Tajo por la carretera TO-2580-V, con Zarza de Tajo por la TO-3100-V y con Cabezamesada por la carretera convencional TO-3101-V.
La línea ferroviaria que para en la estación de Santa Cruz de la Zarza es la de la ruta R6 de trenes regionales Madrid-Cuenca-Valencia y atraviesa su término municipal la línea de Alta Velocidad Española (AVE) entre Madrid y Valencia.
Todos los días hay líneas de autobuses hacia Madrid o Toledo. La línea de autobuses interurbanos con destino u origen en Madrid es la 353 y la realiza la Empresa Ruiz S.A. Pasa por las estaciones de Atocha y Conde de Casal de Madrid. Además, Santa Cruz de la Zarza pertenece a la Zona E del Abono Transportes del Consorcio Regional de Transportes de Madrid.

## Medios de comunicación
En Santa Cruz de la Zarza hay una emisora de radio, Onda Santa Cruz, operativa desde la década de 1980. Se puede escuchar en el 107.4 FM. Esta emisora es de ámbito local y tiene un alcance de 10-15 km por la frecuencia modulada pero también emite en streaming. Surgió como continuación de la emisora no legal Onda Plana FM, formada por un grupo de jóvenes de la localidad de forma clandestina. Además, hubo publicaciones de prensa locales, ya desaparecidas.

## Símbolos
El escudo de Santa Cruz de la Zarza fue aprobado en el Diario Oficial de Castilla-La Mancha (DOCM) del 11 de abril de 1989 siguiendo el dictamen de la Real Academia de Historia. La descripción es la siguiente:

En campo de plata, cruz latina de sable sostenida en zarzas partidas y cortadas; su parte superior es de sinople y su parte inferior de gules. Al timbre, corona real cerrada.
DOCM nº 15, 11 de abril de 1989

El escudo mostrado en este artículo no es el utilizado oficialmente por el Ayuntamiento del municipio, sino una representación gráfica siguiendo su descripción heráldica oficial.
Santa Cruz de la Zarza tiene himno propio desde el año 1993. La música de este himno fue compuesta por Cándido García y la letra es de Jerónimo Gregorio Navarro Cámara.

## Administración

### Política

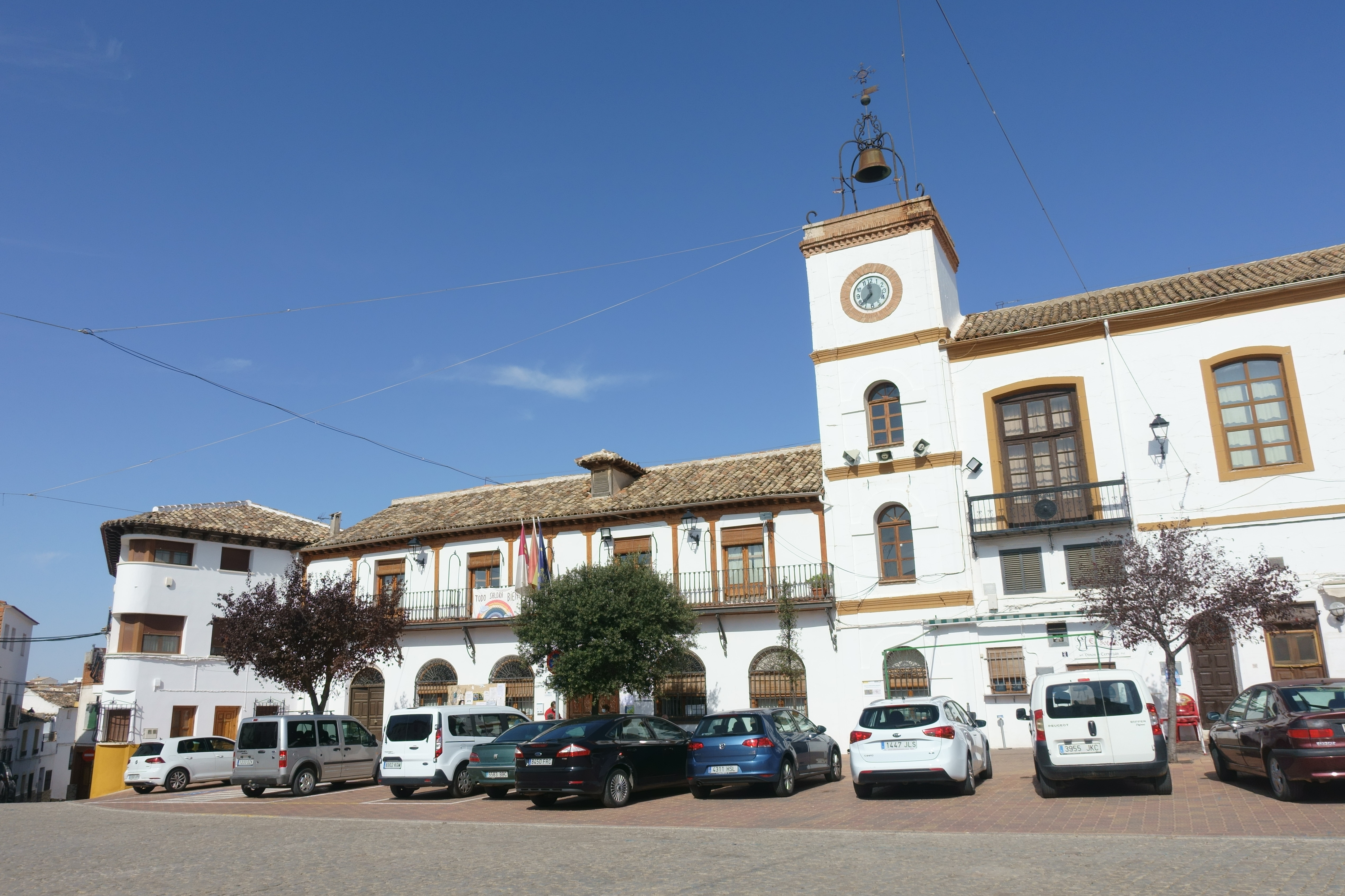
Casa consistorial

En las elecciones del 22 de mayo de 2011, el Partido Popular (PP) obtuvo 1557 votos, correspondientes al 53% de los votos emitidos; el Partido Socialista Obrero Español (PSOE) obtuvo 825, 28% de votos e Izquierda Unida (IU) 483 votos, el 17% del total. La composición de la Corporación municipal, según el Sistema D'Hondt, fue la siguiente: 6 concejales para el Partido Popular, 3 para el Partido Socialista Obrero Español y 2 Izquierda Unida y accedieron oficialmente al cargo el 11 de junio.
A continuación se muestra un listado de los alcaldes que ha tenido el municipio desde 1899 hasta 1979, fecha de las primeras elecciones democráticas:
| Mandato   | Nombre del alcalde             |
| --------- | ------------------------------ |
| 1899-1901 | Juan Pulido García             |
| 1901-1903 | Cándido Rodríguez Pérez        |
| 1904-1905 | Gregorio Alonso Guisasola      |
| 1905-1905 | Manuel Raboso Trigo            |
| 1906-1909 | Tadeo Urbina Sánchez           |
| 1909-1913 | Juan Palomo Olivas             |
| 1914-1917 | Tomás Albares Peña             |
| 1918-1922 | Cándido Peña Bernaldo          |
| 1922-1923 | Luis Palacios Pulido           |
| 1923-1924 | Carmelo Navarro Martínez       |
| 1924-1924 | Joaquín del Pozo Orea          |
| 1924-1928 | Juan Palomo Olivas             |
| 1928-1930 | Nicolás Abril García           |
| 1930-1930 | Matías García Cuenca           |
| 1930-1930 | Luis Palacios Pulido           |
| 1930-1931 | Salustiano Albares Riestra     |
| 1931-1931 | Mariano Rodríguez Loeches      |
| 1931-1934 | Leovigildo Teruel Sánchez      |
| 1934-1934 | Fredesvindo Rodríguez Sánchez  |
| 1934-1936 | Luis Palacios Pulido           |
| 1936-1937 | Leovigildo Teruel Sánchez      |
| 1937-1938 | Doroteo Figueroa Valencia      |
| 1938-1939 | Leovigildo Teruel Sánchez      |
| 1939-1939 | Eusebio Sánchez Sánchez        |
| 1939-1943 | Emilio Martínez Villar         |
| 1943-1948 | Emilio de la Barreda Maldonado |
| 1948-1969 | José Sierra Moreno             |
| 1969-1977 | Félix Avia Peña                |
| 1977-1979 | Santiago Trigo Hernández       |

A continuación se muestra un listado de los alcaldes del municipio desde 1979:
| Periodo   | Nombre                                                           | Partido         |
| --------- | ---------------------------------------------------------------- | --------------- |
| 1979-1983 | Alfonso Martínez Trigo                                           | PCE             |
| 1983-1987 | Manuel Figueroa Arias                                            | PSOE            |
| 1987-1991 | Manuel Figueroa Arias                                            | PSOE            |
| 1991-1995 | Manuel Figueroa Arias                                            | PSOE            |
| 1995-1999 | Manuel Figueroa Arias (hasta 1997) Amanda-Amparo García Carrillo | PSOE            |
| 1999-2003 | Amanda-Amparo García Carrillo                                    | PSOE            |
| 2003-2007 | Amanda-Amparo García Carrillo                                    | PSOE            |
| 2007-2011 | Román Muñoz Sánchez                                              | PP              |
| 2011-2015 | Román Muñoz Sánchez                                              | PP              |
| 2015-2019 | Tomás Lorenzo Martínez Luis Alberto Hernández Millas             | IU-Ganemos PSOE |
| 2019-2023 | Tomás Lorenzo Martínez                                           | Unidas Podemos  |
| 2023-act. | José Antonio Valencia Martínez                                   | PSOE            |

### Fuerzas y cuerpos de seguridad
Santa Cruz de la Zarza cuenta con un cuartel de la Guardia Civil, bajo las órdenes de un sargento. También hay una agrupación de voluntarios de Protección Civil. No hay un cuerpo de policía municipal, aunque está en proyecto su creación.

### Justicia
Santa Cruz de la Zarza cuenta con un Juzgado de Paz, situado en el edificio del Ayuntamiento, donde se solventan los litigios menores. El municipio pertenece al Partido judicial de Ocaña, donde se resuelven los asuntos legales de mayor importancia. Este Juzgado pertenece a la Sede de la Agrupación de Secretarías de Juzgados de Paz número 35, compuesta por los Juzgados de Paz de Noblejas, Villatobas, Villarrubia de Santiago y Santa Cruz de la Zarza.

### Sanidad
El municipio dispone de un centro de salud de atención primaria, gestionado por el Servicio de Salud de Castilla-La Mancha (SESCAM). El centro cuenta con tres médicos de familia, un pediatra y tres enfermeros, así como de servicio de urgencias primarias. Todos ellos prestan los servicios de consulta médica, pediátrica y de enfermería, atención a urgencias en el centro y visitas de urgencia a domicilio.
Hay dos farmacias y una residencia de ancianos.

## Monumentos
En su casco urbano hay un gran número de casas-palacio con profusión de escudos señoriales. Todo su casco antiguo está adoquinado.

### Arquitectura religiosa

#### Iglesia de Santiago Apóstol

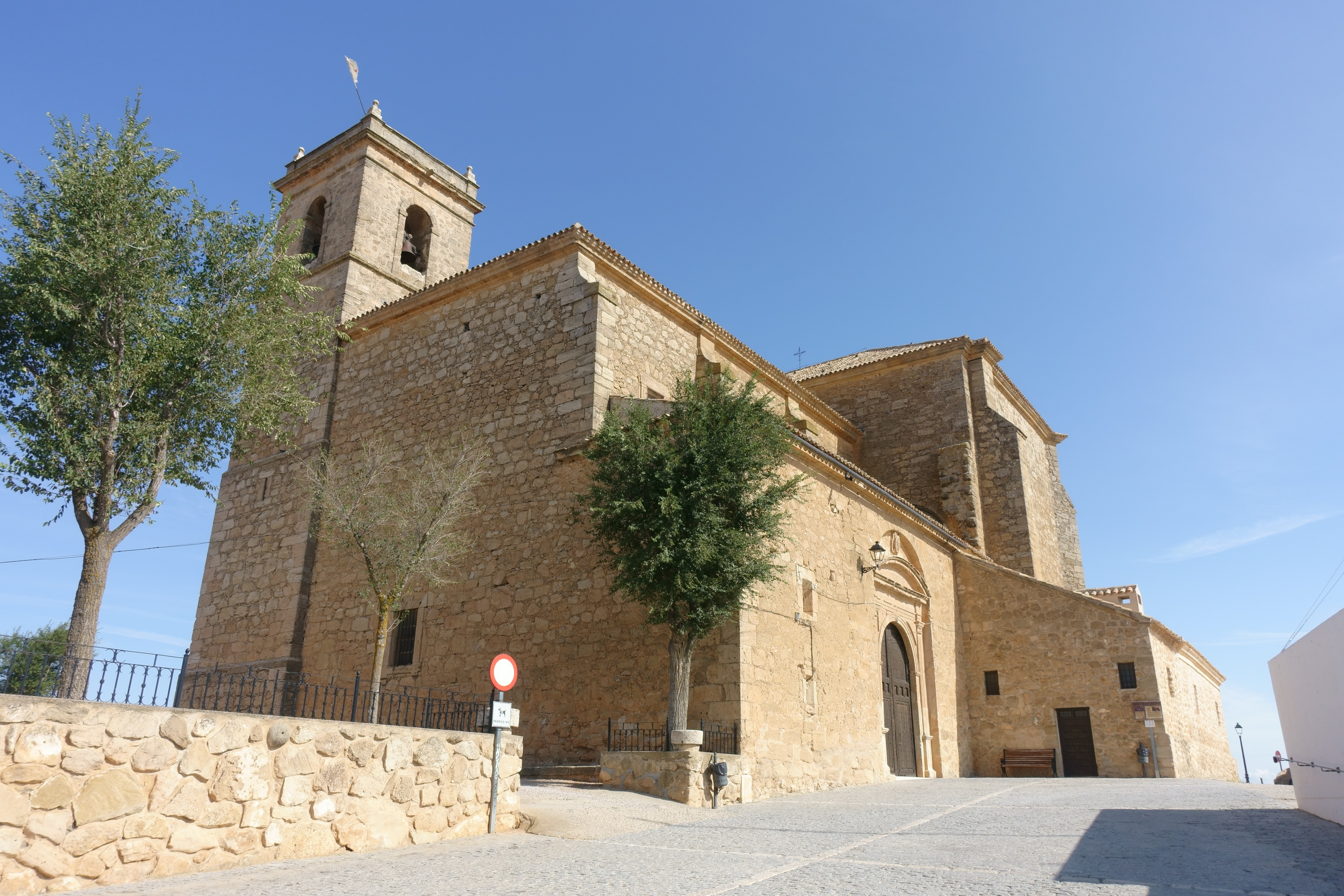
Iglesia de Santiago Apóstol

Fue edificada sobre la pequeña iglesia que los caballeros santiaguistas mandaran construir hacia 1180 y donde el prior santacrucero, Juan de Velasco, fundara dos capellanías. La iglesia es de planta de cruz latina de tres naves. La nave central se compone de dos tramos, más coro bajo trasero, que al ser más alta que las laterales abre en su bóveda de medio cañón tras la cornisa ventanas termales que producen lunetos en dicha bóveda. La Capilla Mayor se debió hacer hacia 1593 por los mismos maestros que el resto del edificio.
El mejor cuadro de su museo es la Asunción de Nuestra Señora de Alonso del Arco.

#### Iglesia de San Miguel Arcángel

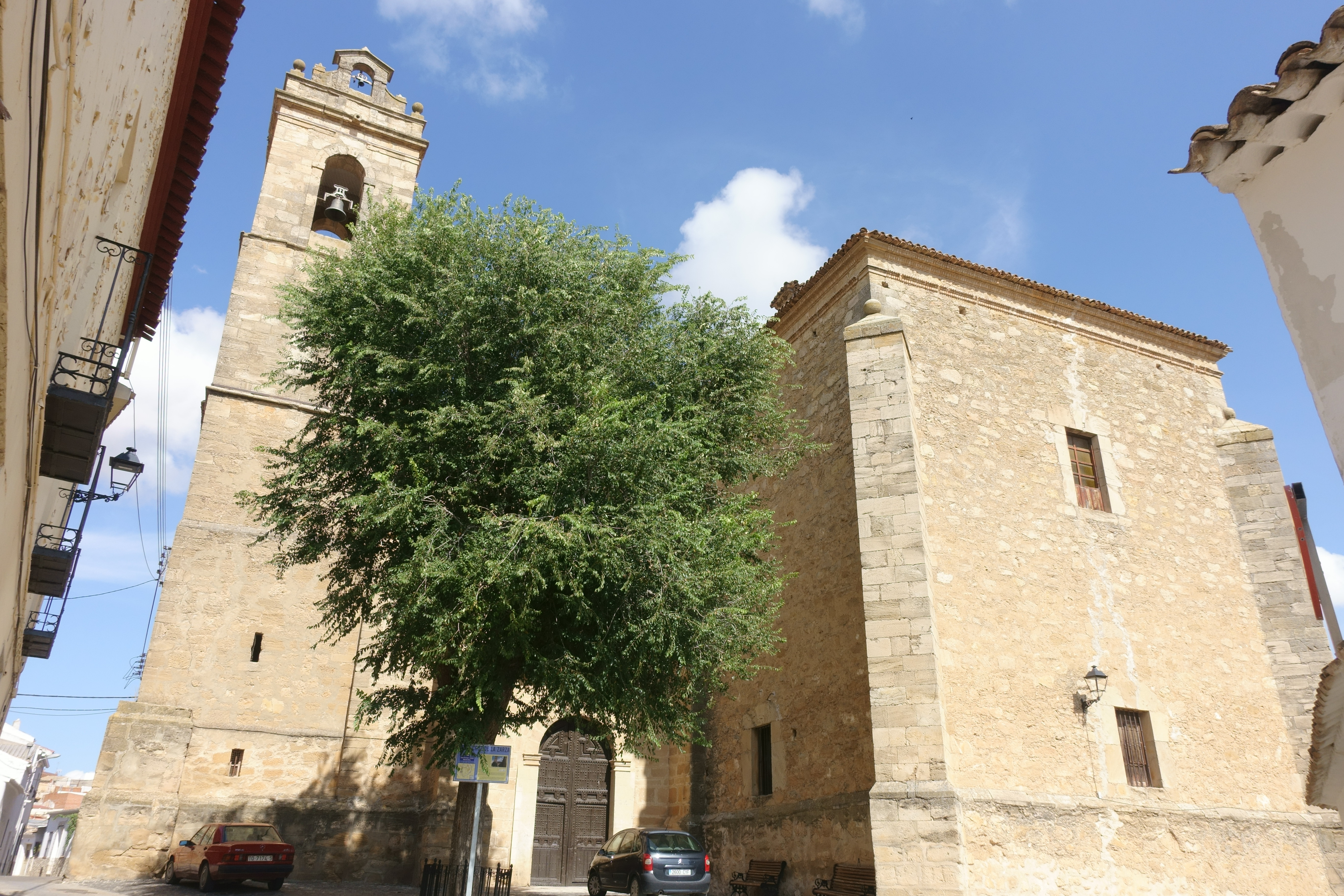
Iglesia de San Miguel Arcángel

La primera noticia que tenemos de su existencia es de 1185, por entonces extramuros de la villa; en el siglo XV era una iglesia pequeña, hecha de yeso de tres naves a la que fueron regalados ornamentos por Isabel la Católica. Es de tres naves sobre arcos y toda ella de piedra. Como la iglesia de Santiago, sufrió la destrucción del Retablo Mayor durante la guerra civil española.

#### Antiguo convento de Trinitarios

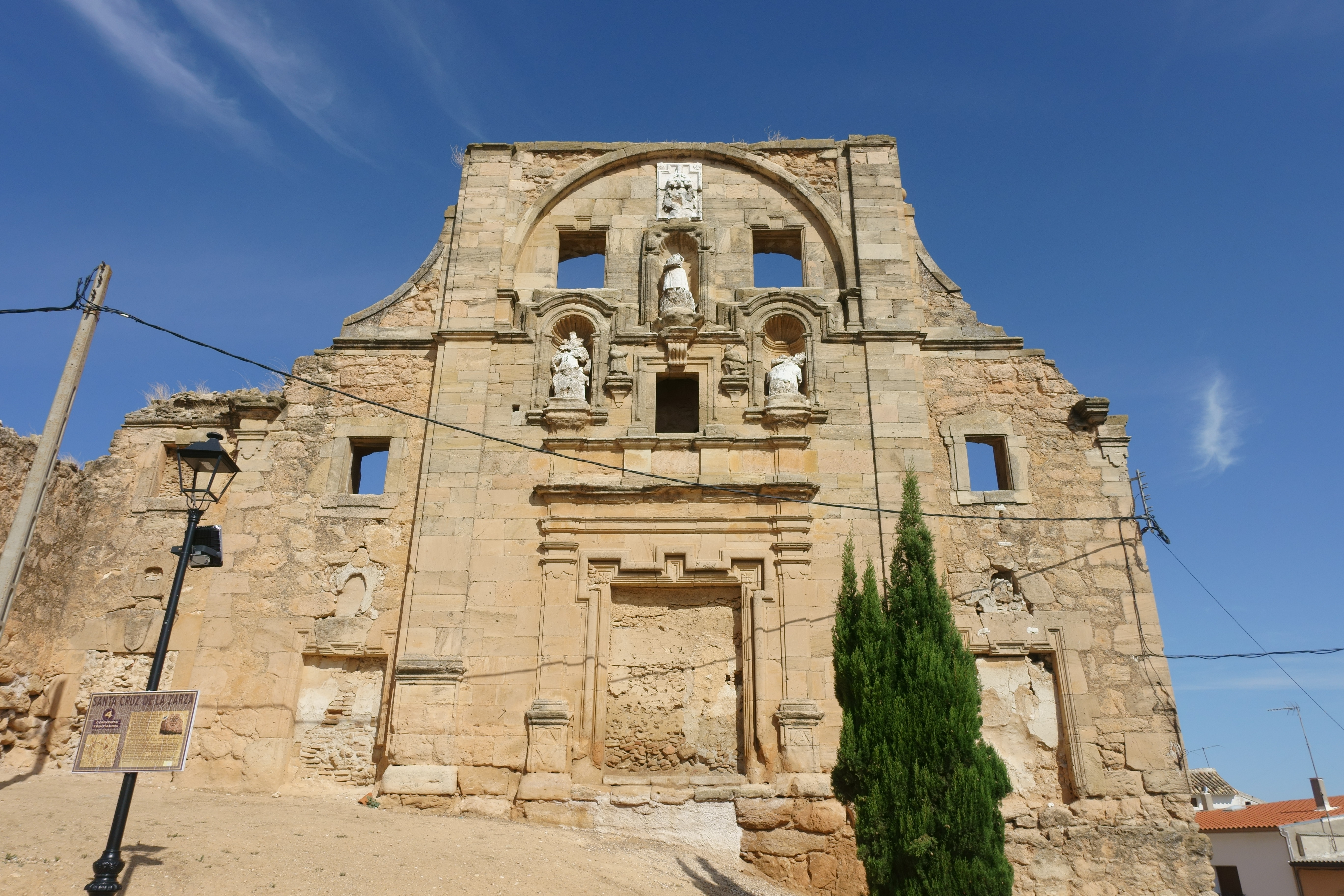
Fachada del antiguo convento de Trinitarios

El antiguo convento de Trinitarios fue fundado en 1678 por Pascual Sánchez en un edificio pequeño e insuficiente, por lo que hacia 1680 lo permutaron por unos terrenos junto a la plaza y allí edificaron uno nuevo; el que habitaron hasta la exclaustración, de él sólo quedan las ruinas. Francisco Asenjo Barbieri fue lego en él durante tres años.

#### Ermitas
- La ermita de la Virgen de la Paz, antiguamente llamada Santa María del Villar, es una ermita de una sola nave, de planta rectangular, con coro elevado al pie sobre el acceso y paramento interior liso y blanqueado. Es de estilo popular y ya estaba edificada en tiempos de los Reyes Católicos, como se desprende de la visita efectuada a Santa Cruz de la Zarza en 1502. Se encuentra en el antiguo despoblado del Villar, a 2,5 km al oeste del núcleo urbano. El retablo fue restaurado en 2006.
- La ermita de San Antón, famosa por las tres vueltas que dan los animales el día de su patrón. Hace unos años, tras una restauración, apareció en la fachada una piedra caliza con forma de templete, la cual se enmarca en una clara tradición renacentista; puede corresponder al siglo XVI.
- La ermita de San Pedro es de planta cuadrada con cuatro arcos irregulares en el paramento interior. Es de estilo popular y data del siglo XVII. Se encuentra dentro del casco urbano, al este del municipio.
- La ermita de San Juan, situada en el cementerio del municipio, donde se encuentran enterrados pilotos rusos que participaron en la Guerra Civil con el bando republicano.[46]
- La ermita de la Virgen de los Remedios está ubicada al sur del casco urbano, junto a la carretera nacional N-400, y cobija a la patrona de los pastores.
- La ermita de Santa Lucía está situada al oeste en uno de los barrios más antiguos de la villa.
- La ermita del Santo Sepulcro donde se encuentra la imagen de Nuestra Señora de la Soledad y la de Santa Gema, se encuentra fuera del casco urbano del municipio aproximadamente a un kilómetro en dirección este y esta excavada en la roca. En dicha ermita termina el Viacrucis del Viernes Santo, que se desarrolla siguiendo las cruces de piedra que hay distribuidas a lo largo del camino que lleva hacia ella.Justo encima de ella ha sido levantada una imagen del Sagrado Corazón de Jesús.
- La ermita de Villaverde se conocía en el siglo XVIII, aunque con toda seguridad será anterior, posiblemente del siglo XIII o XIV. Está situada a dos leguas de Santa Cruz de la Zarza, lo que equivale a unos 11 km.

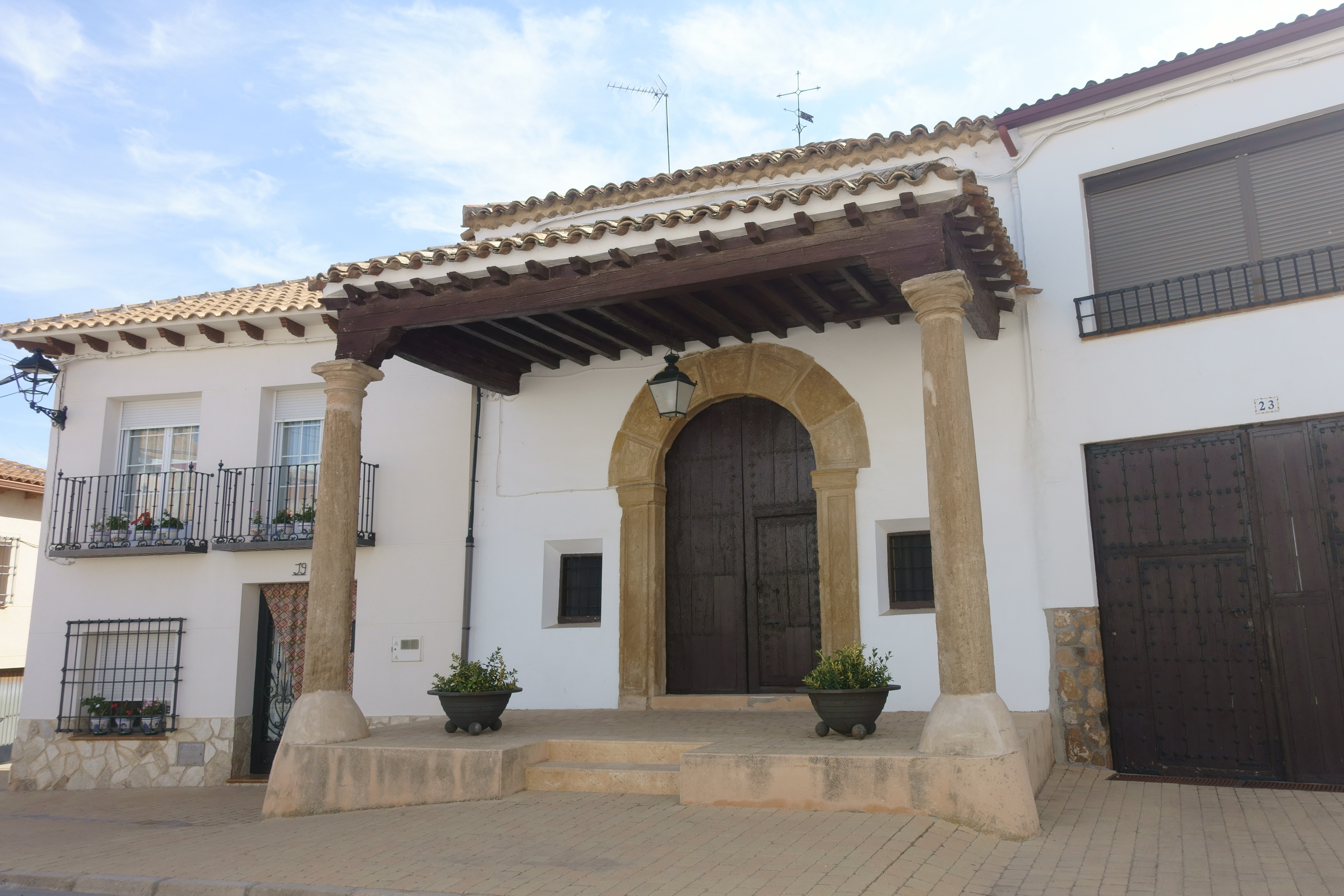
Ermita de San Pedro
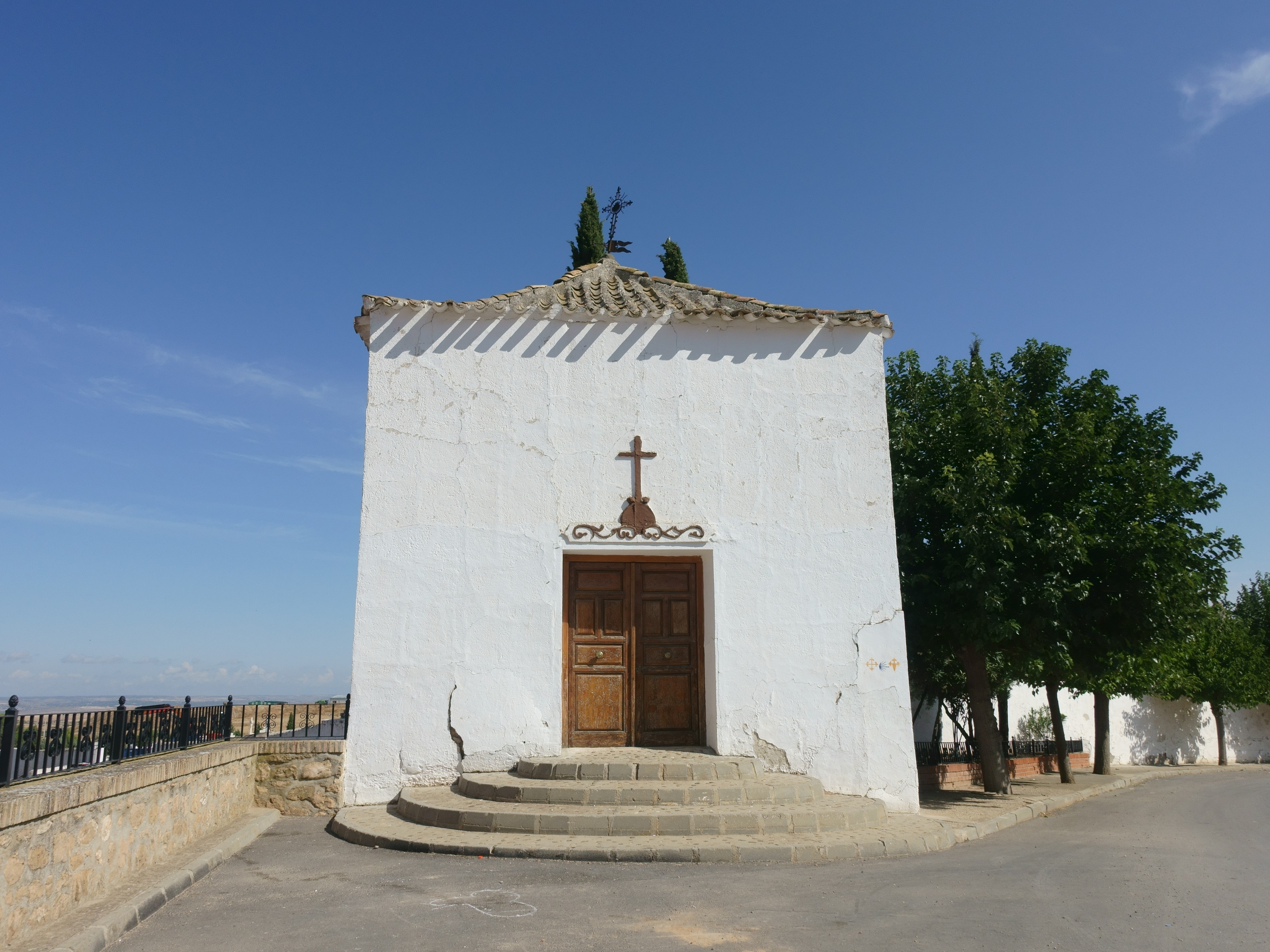
Ermita de San Juan
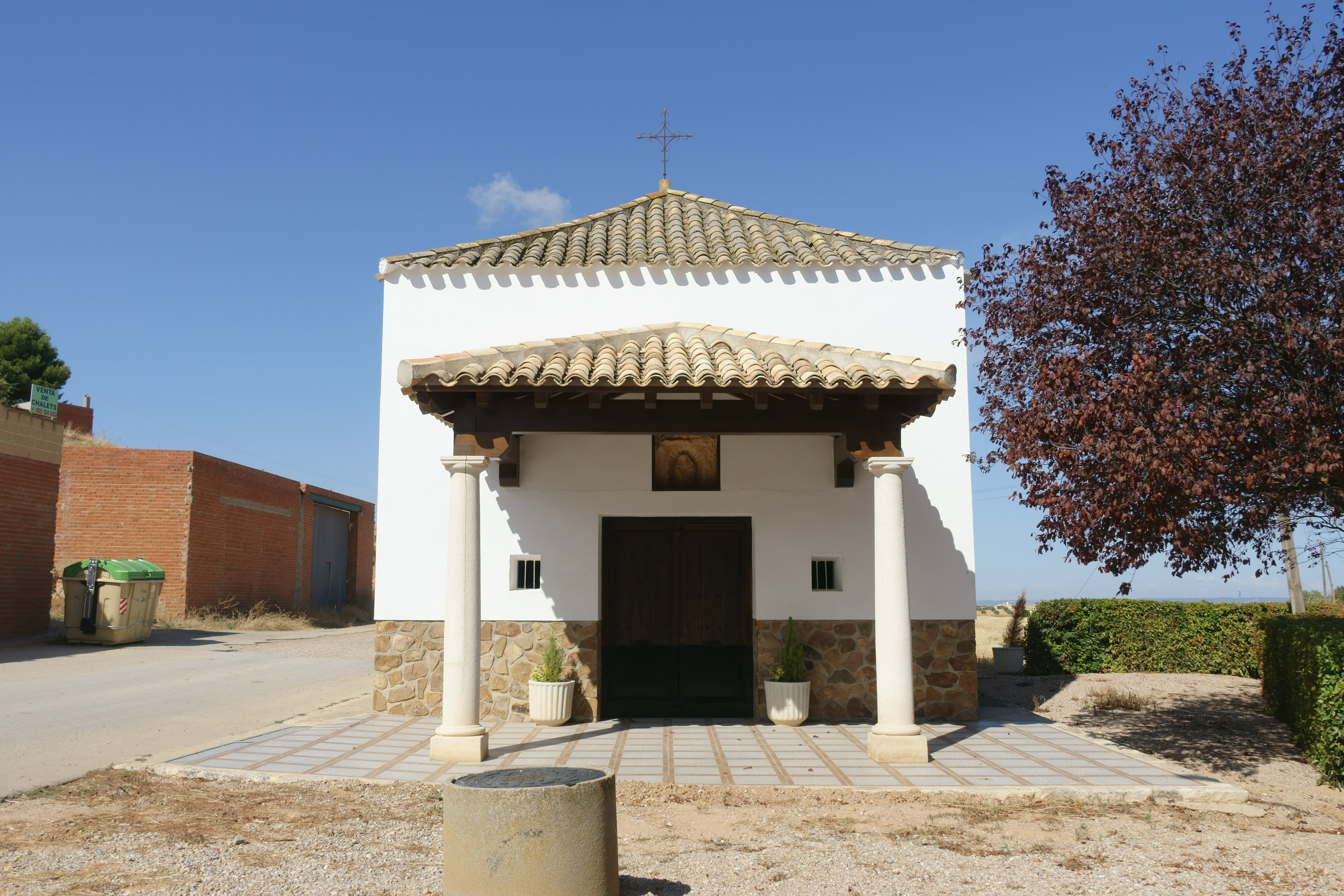
Ermita de San Antón
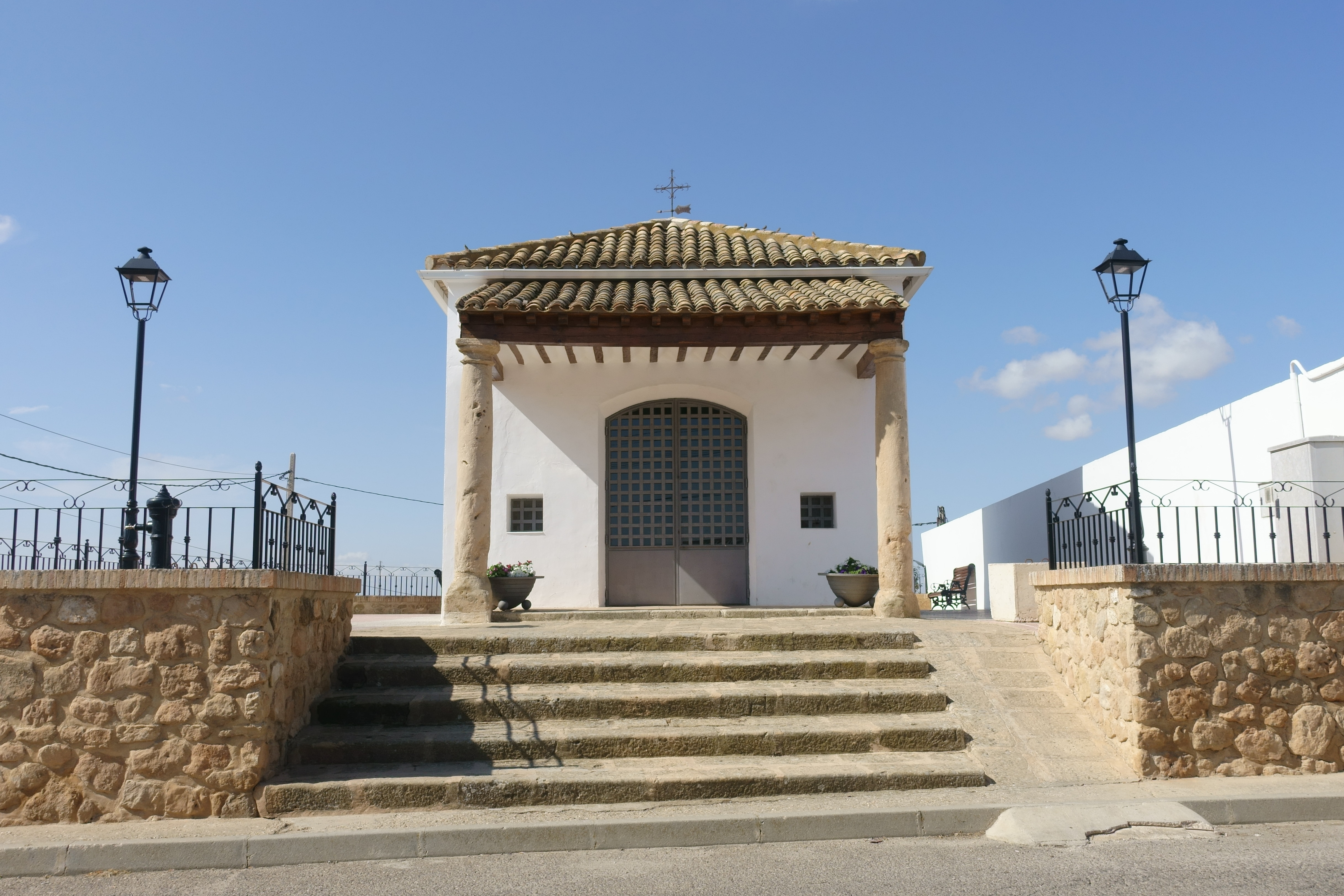
Ermita de Santa Lucía
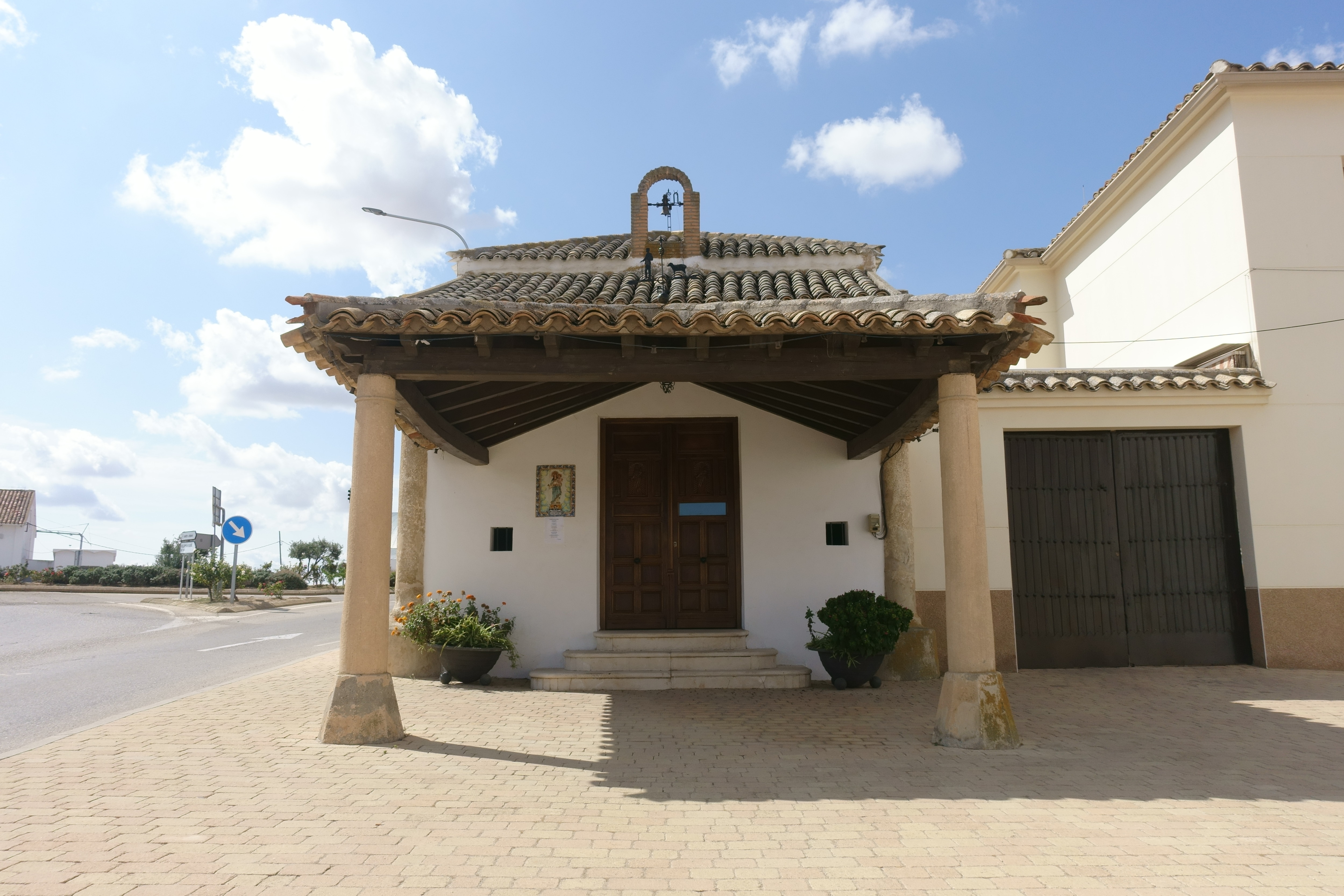
Ermita de la Virgen de los Remedios

### Arquitectura civil

#### Casas solariegas emblasonadas

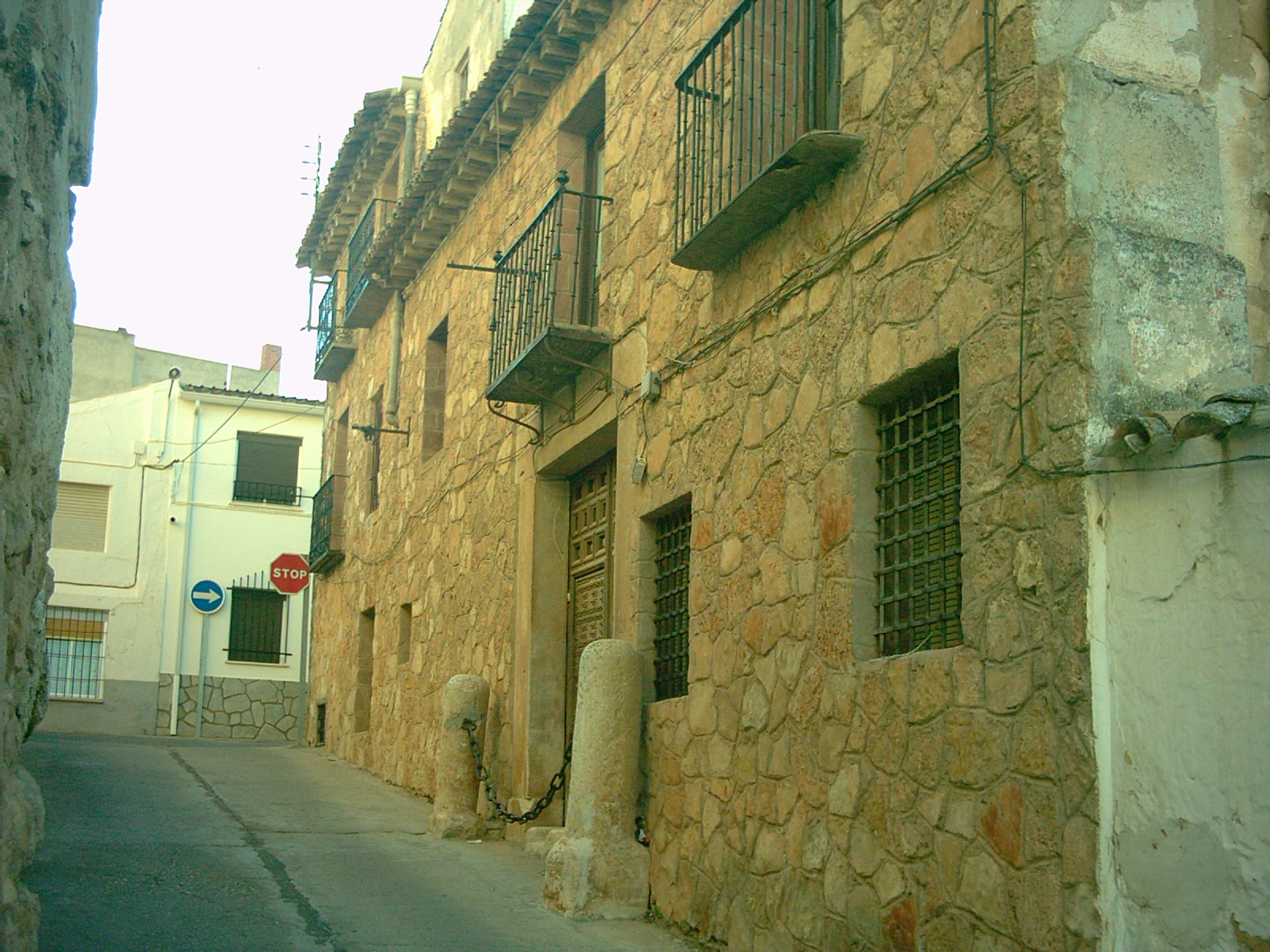
Casa de las Cadenas

En el casco urbano de Santa Cruz de la Zarza hay numerosas casas-palacio solariegas con abundancia de escudos señoriales. La Casa de los Diez Hidalgos que ha sido convertida en casa-museo, situada en la calle de Los Hidalgos. Conserva algunas habitaciones y estancias originales y otras fueron adaptadas con el paso del tiempo a una vivienda más moderna y habitable. Es la sede de la Asociación Cultural Amigos del Museo Etnológico, en cuya primera planta se exponen fotografías de cursos escolares, maestros, libros de texto, juguetes de época y curiosidades en torno a la enseñanza que se empleaban antiguamente. En la segunda planta se muestran aperos de labranza: yugos, trillas, arados... También hay un archivo fotográfico, documental y de material del pueblo, desde programas de festejos, carteles de actos y acontecimientos, libros, etc.
Existen varias casas de estilo churrigueresco en la calle Chacón, como la Casa de Chacón y la casa de José Sierra. La Casa Chacón destaca por su portalón adintelado y un gran blasón que se eleva sobre la cornisa del edificio. Otra de estas casas es la Casa del Gallo, que tiene una portada barroca y torre con un gallo por veleta. Es del siglo XVII, destaca su torreón sobre el portalón central con aparejo de ladrillo y remate en cubierta de teja árabe. En la calle Mayor están ubicadas la Casa de los señores Gómez Rodríguez Monje, que también posee una torre, y la casa Díaz Cézar. La Casa de Cézar es probablemente la mejor conservada. Se cree que data del siglo XV (fachada del siglo XVII), de aparejo toledano y arquería sobre portón de carruajes y elementos decorativos adosados a la fachada.
La Casa de las Cadenas fue una hospedería o posada que tuvo derecho de asilo, con buenos herrajes y con el Toisón de Oro y la fecha de 1626. Es quizás, la más antigua y terminó de construirse en 1688, destacan las dos columnas de 1,50 m que sirven de sostén de una gran cadena de hierro forjado. También de este material aparece la corona real de la Casa de Austria con el escudo de España y el Toisón de Oro. Se encuentra junto a la iglesia de San Miguel Arcángel. Esta casa tuvo su máximo esplendor entre los siglos XVI al XVIII. Según parece, se llegó a hospedar en ella el rey de España, Carlos II, quien tuvo que pernoctar una noche en el municipio en 1680, y por ese motivo se puso el Toisón de Oro a la casa.
Además existen otras casas solariegas como la casa de la Tercia, posteriormente convertida en mesón; la casa de los Señores de Azor, del siglo XVII; la casa de las dos puertas, del siglo XVII, reconstruida recientemente, tiene tres plantas, con torre de cuatro en esquina; y la casa de Emilio Lárraga, del siglo XVIII, situada en la calle Juan Cano. Destaca su portalón central con blasón.

#### Arco de la Villa

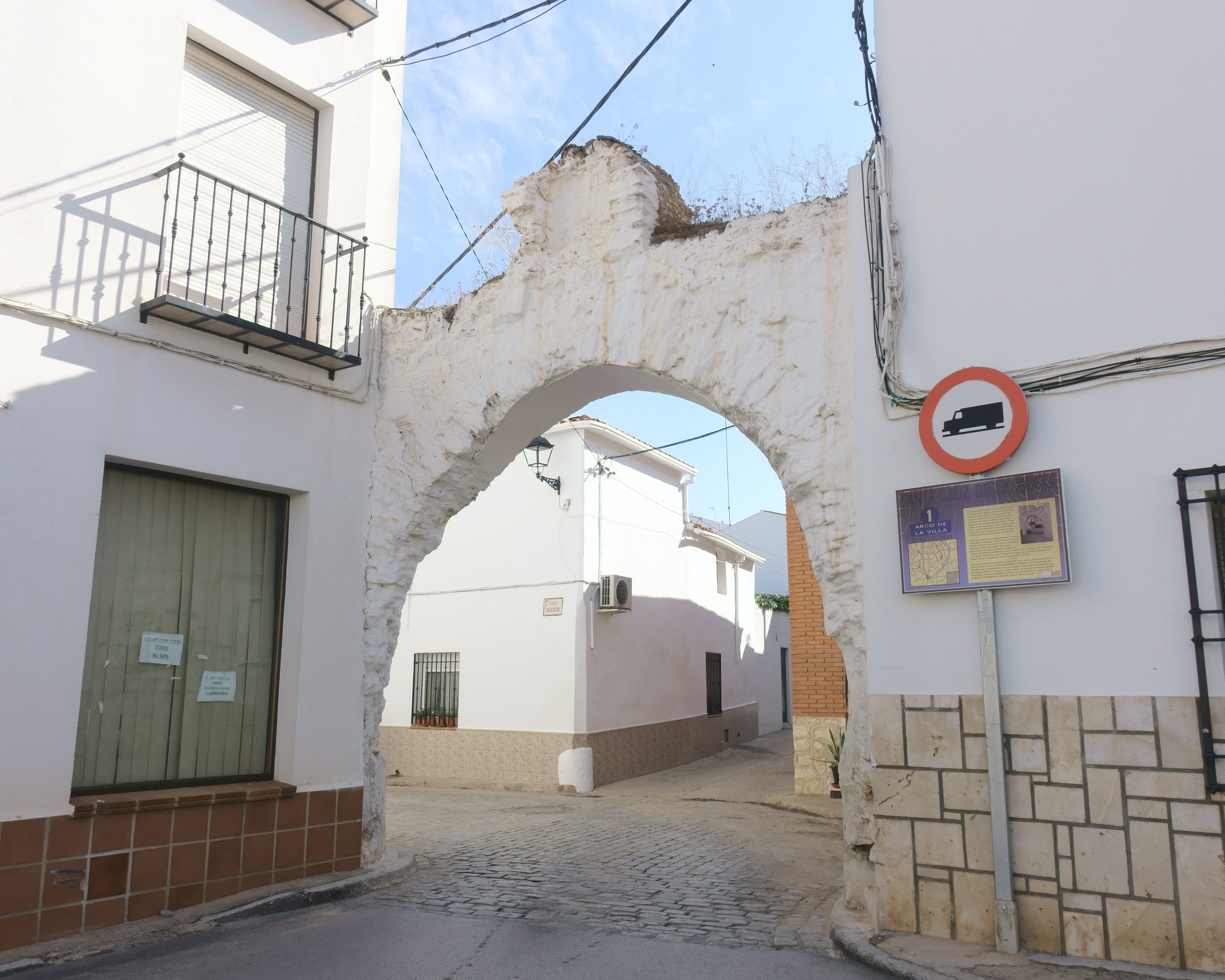
Arco de la Villa

Único vestigio de la antigua muralla que rodeaba el pueblo. Es sin duda otro de los edificios históricos de Santa Cruz de la Zarza, aunque no se tienen noticias exactas de su edificación. Se supone que es la puerta de un antiguo recinto amurallado que albergó en su día al pueblo. Las referencias a la muralla y por tanto al Arco de la Villa, son escasas y escuetas, la principal, la tenemos en las relaciones ordenadas por Felipe II en 1576 en las cuales textualmente se dice:

Que por estar rodeado alrededor de la Villa de torreones antiguos.

Otra referencia importante es la de Pascual Madoz en 1839, en la que se dice que fue pueblo fortificado; se conservaban en ese año cuatro torreones alrededor de la iglesia de Santiago. Se supone que su construcción se habría efectuado por gentes que tomaron parte en la reconquista del Tajo y recibieron la influencia de las construcciones árabes; de ahí el aire mudéjar del Arco de la Villa (sobre todo por las medidas de los ladrillos que la componen). Se puede constatar la construcción de la fortaleza de La Encomienda, murallas y Arco de la Villa en el último cuarto del siglo XII.

#### Casa consistorial
No existen referencias de fecha o testimonio escrito de la construcción del edificio de la casa consistorial o Ayuntamiento. La primera noticia que se tiene data de comienzos del siglo XII. Fue reformado en 1894. En 1922 se elevó la Torre del Reloj. En la planta baja, en todo lo que componen los calabozos, su construcción puede datar de los siglos XV o XVI. Las pinturas del salón de Plenos del Ayuntamiento están hechas sobre lienzo. Representan la Libertad y la Justicia, de autoría desconocida.

#### Edificio del Pósito
El edificio del Pósito está situado en la calle Mayor y fue utilizado como biblioteca municipal durante muchos años. Fue rehabilitado por los alumnos de la Escuela taller «Santa Cruz» para formar en dicho lugar el futuro Museo de Santa Cruz. El proyecto Escuela Taller «Santa Cruz» comenzó el 18 de julio de 2006, concluyó el 17 de julio de 2008 y estuvo dirigido a personas de entre 16 y 24 años del municipio o de municipios cercanos. Este proyecto fue gestionado por la Unidad de Escuelas Taller y Casas de Oficios de la Diputación de Toledo con la colaboración del Servicio Público de Empleo de Castilla-La Mancha (SEPECAM). El proyecto de la Escuela Taller «Santa Cruz» tenía como objetivos fundamentales: la inserción laboral, la consecución de los niveles de estudio básicos, el aprendizaje de un oficio y la rehabilitación de edificios de interés histórico.

#### Fuente de los Caños y el Encaño
La Fuente de los Caños es una obra hidráulica tradicional con caños y lavaderos, donde acudían antaño las mujeres de la villa a lavar la ropa. El Encaño es una conducción de aguas subterráneas del siglo XVI que discurre bajo tierra por la calle de la Zanja y que llega hasta la Fuente de los Caños. Está formada por una conducción visitable construida con una bóveda de cañón ascendente de ladrillo. El agua discurre por el suelo por un canal hecho de piedra de sillería interrumpido por arquetas de decantación donde se sedimenta la arena diluida en el agua. Antiguamente, sobre cada arqueta había una piedra labrada que tapaba la arqueta (a nivel de la calle) y permitía, destapando, acceder a la arqueta y limpiarla sin necesidad de bajar a ella.

#### Casas-cueva

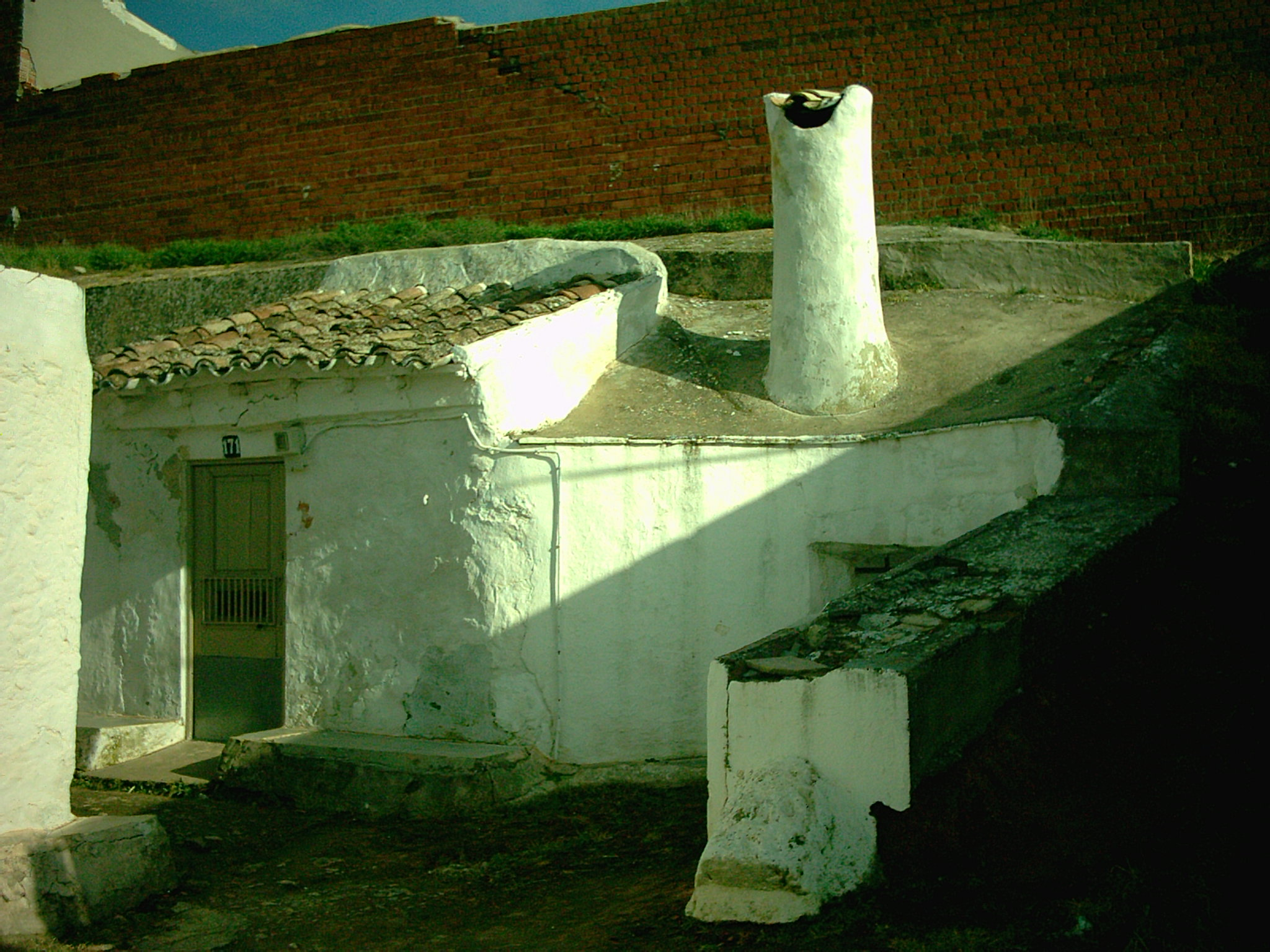
Casa cueva en el municipio

En el municipio existieron numerosas casas-cueva de las cuales algunas todavía están habitadas. Se suceden alineadas a lo largo de las pendientes de Santa Cruz de la Zarza. Del exterior destacan sus fachadas blancas encaladas y la chimenea que asoma con su forma cónica, algunas con un volumen sorprendente como la llamada Chimenea gorda.

### Parajes naturales
- El paraje natural de Montrueque, situado junto a la vega del río Tajo, en el término municipal de Santa Cruz. Adquieren gran belleza sus formaciones rocosas en el desfiladero que sigue la línea del río. Sus huecos rocosos han sido utilizados como refugios de campesinos desde tiempo inmemorial.
- El Cambrón es un paraje natural que se encuentra a unos 4 kilómetros del núcleo urbano y por el que discurre el arroyo del Cambrón, también conocido como arroyo del Charco Negro, y que desemboca en el río Tajo. Hay un antiguo puente romano que lo atraviesa. Por esa zona pasa la Cañada Real Soriana y antiguamente pasaban por allí grandes rebaños de ovejas merinas. Se utilizaba el puente para contar las ovejas, que pasaban una a una de un lado a otro.
- La Peña de la Muela, que pertenece casi por completo al arroyo del Cambrón, destaca por su vista de frente, la cual se asemeja al rostro de un león.
- El Charco Negro es un barranco por el que pasa el arroyo del Cambrón. Es un conjunto de pequeños riscos que forman una ladera y en el que puede observar una cascada de agua de unos 4 metros de altura. Este lugar era utilizado por los pobladores del antiguo poblado de Villarte para arrojar a los condenados a muerte. El nombre de este paraje tiene origen en la leyenda que afirmaba que en él habitaba el diablo.
- El Gramón es un paraje donde hay una fuente de agua que mana por su pie. El agua que contiene viene desde el cerro del Gramón y es aprovechada para el regadío de huertos y como abrevadero de animales.

### Otros monumentos
- La Cañada Real Soriana Oriental es una vía pecuaria que surca la península ibérica de nordeste a sudoeste y atraviesa el término municipal y el núcleo urbano de Santa Cruz de la Zarza. En 2007 se realiza un deslindamiento, amojonamiento y señalización de los 28 km de esta vía que recorren el término municipal.[52]
- La Vía verde Don Quijote sigue el antiguo trazado de la línea ferroviaria Villacañas-Santa Cruz de la Zarza, que formaba parte de la conocida «Vía Negrín»,[53] en cuyo itinerario puede verse el yacimiento arqueológico de Las Esperillas, la antigua estación ferroviaria de Mudela y la Venta de Juan Cano, antigua hospedería que mentara Cervantes en el Quijote, además de cruzar un bello paraje de monte bajo entre almendros, alamedas y encinas centenarias.[27]
- La Atalaya de Montrueque, perteneciente a la línea defensiva del río Tajo durante la época de la Reconquista.
- El Castillo de Alboer también perteneciente a la línea defensiva del Tajo y cercano a Villamanrique de Tajo. Su misión era avisar mediante correos de caballos a los castillos de Uclés y Huete.
- La Barca de Villaverde fue un elemento importante en la historia santacrucera. Era una balsa o plataforma transbordadora, sujeta por un cable de acero de orilla a orilla, y servía para cruzar el río Tajo antes de la construcción del puente. Había un barquero, encargado de manejarla, que cobraba por el paso de vehículos y personas.
- El Palacio de Buenamesón situado también en la vega del Tajo, cerca ya de Villamanrique de Tajo. Es una finca privada que puede visitarse previa autorización de los propietarios. La edificación es de principios del siglo XVII, con puerta rectangular con orejeras planas y de bellos escudos a los lados: uno con flores de lis, media luna y en el escosón un castillo; el otro con bordadura encadenada y un campo con banda.

## Cultura
Santa Cruz de la Zarza ha tenido desde siempre una gran afición musical. Esta afición se ha plasmado en una profusión de bandas, rondallas y otras agrupaciones musicales. Cuenta con una gran banda de música La Filarmónica de 75 músicos y más de 150 años de historia, un grupo de jazz, un grupo de rock, rondallas, coros y danzas, grupos de pulso y púa, solistas de diferentes estilos, compositores de estilos tan distintos como pop, rock, folk, música infantil o música electrónica.

### Fiestas

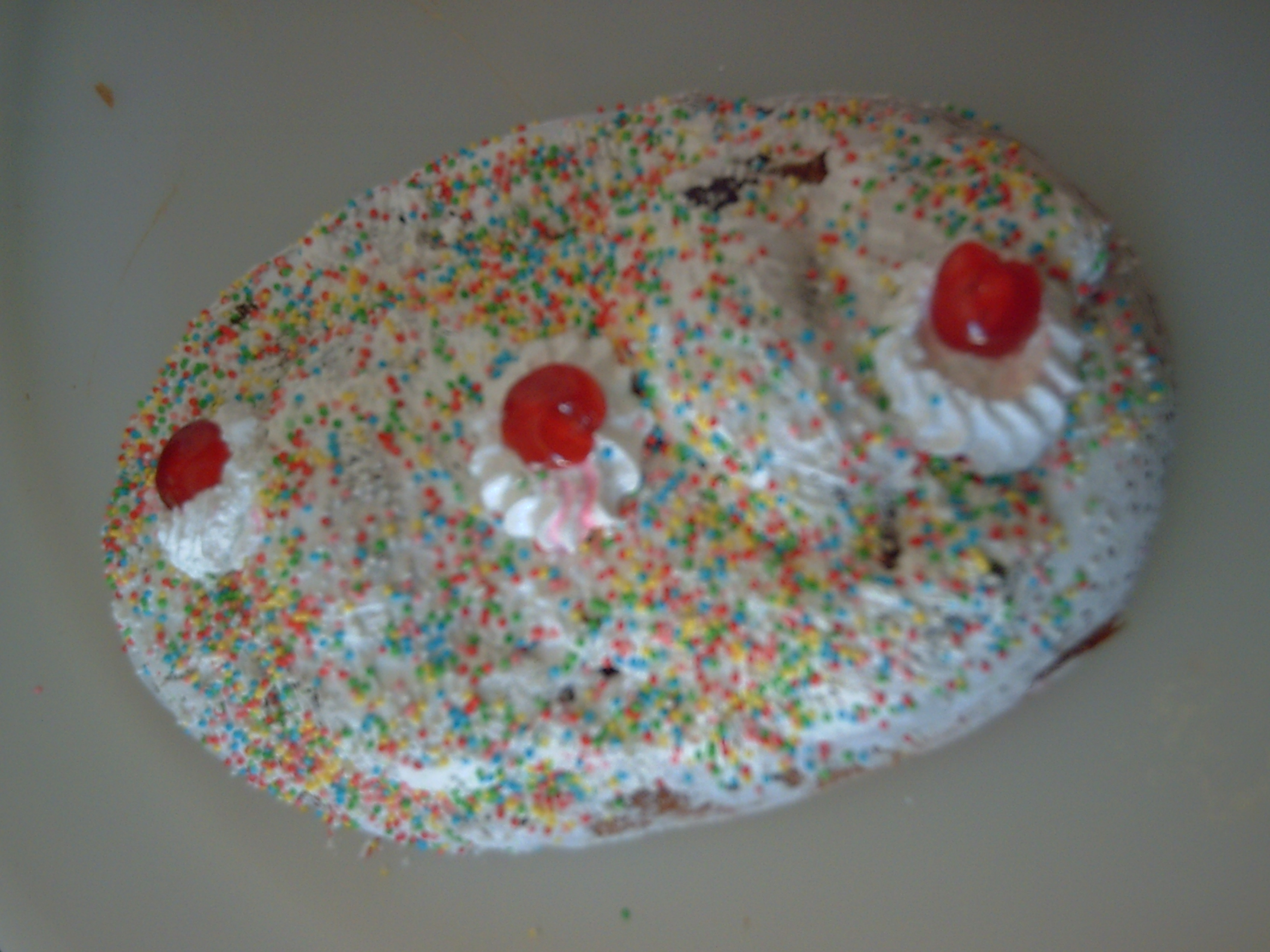
Hornazo de dos huevos típico de la romería de la Virgen de la Paz

- Dulce Nombre de Jesús: Se celebra el tercer domingo de enero. Se realiza una procesión por las calles del pueblo en honor a Nuestro Padre Jesús Nazareno. Se caracteriza por sacar una túnica carmesí en lugar de la tradicional túnica púrpura que luce en Semana Santa.[45]
- En Semana Santa se realizan varias procesiones por el pueblo, y destaca la que se celebra en honor a Nuestro Padre Jesús Nazareno por la gran afluencia de gente, o la del Santo Entierro, cuyos hermanos participantes en la procesión son conocidos popularmente como capuchinos. Es tradición la elaboración de peleles (muñecos hechos con trapos que simbolizan a Judas, el apóstol traidor) por las mujeres del pueblo los días previos al domingo de Resurrección y colgarlos en los balcones de las casas. El Domingo de Resurrección, tras la misa, los chavales del pueblo, ayudados de cañas, descuelgan los peleles de los balcones y se procede a mantearlos en la plaza de la Constitución. El manteo se hace de la siguiente manera: las mujeres extienden una manta, la cogen por los bordes y comienzan a agitarla rápidamente. Los chavales intentan coger los peleles en alguno de los numerosos saltos que dan sobre la manta. Cuando lo consiguen, los peleles son quemados o echados a la Fuente de los Caños.[27][45]
- Los Mayos se celebran la tarde-noche del 30 de abril. Las rondallas cantan el primer mayo a la Virgen y después recorren el pueblo cantando y tocando guitarras, laúdes, bandurrias, etc. durante toda la tarde-noche y todas las chicas reciben su mayo, dedicado por el novio, amigos, etc. Esta fiesta se remonta a tiempos ancestrales en los que se celebraba el inicio de la primavera. Cada una de estas rondallas porta un farol, que es una maqueta que representa a un personaje o figura alegórica de los acontecimientos de la vida social o política del momento. Algunas de las piezas que se cantan datan del siglo XVII.[54] Esta fiesta está declarada como Fiesta de Interés Turístico Regional.[27][55]
- La Romería de la Virgen de la Paz se celebra el segundo domingo de mayo. Todo el pueblo acompaña a la Virgen a la ermita en procesión y celebra una comida en el campo en el paraje que lleva el mismo nombre que la Virgen. Este día se comen los tradicionales hornazos. Está declarada como Fiesta de Interés Turístico Regional.[27][45][56]
- Día de San Isidro Labrador: El 15 de mayo es fiesta local en el municipio por ser el día del patrón de los agricultores. Es tradición que los niños y niñas acudan a la procesión en honor al Santo vestidos con trajes típicos de los labradores y labradoras de antaño.[27][45]
- San Cristóbal: Se suele celebrar el fin de semana más cercano al 10 de julio (día de San Cristóbal, patrón de los conductores). El sábado se celebra una verbena popular junto a la ermita del Santo y el domingo una concentración de camiones y coches para acompañar al Santo en procesión desde la iglesia hasta su ermita, junto a la carretera N-400.[27][45]
- Sus fiestas patronales se celebran a finales del mes de agosto, del 24 al 28, en honor a Nuestra Señora del Rosario. Está documentado que en Santa Cruz de la Zarza vienen celebrando Ferias desde la Edad Media, posteriormente y durante 3 siglos se celebraron en la Cruz de Mayo (corroborado en 1576). La Virgen del Rosario tuvo que ser entronizada como patrona del pueblo en el primer cuarto del siglo XVIII, por lo tanto casi trescientos años lleva siendo la patrona del pueblo. Las fiestas se venían celebrando hasta finales del siglo XIX el día 7 de octubre, pero por coincidir con la vendimia se pasó primero a los días 17-19 de septiembre. En 1939, se pasó a celebrar los días 14-17 de septiembre, por el mal tiempo se volvieron a cambiar a los días 1-4 de septiembre, y por último, y debido a que una gran mayoría de santacruceros (emigrantes que abandonaron el pueblo a finales del mes de agosto) se cambiaron a la fecha que tienen hoy en día, entre los días 24 y 28 de agosto.[27][45]
- En Navidades es tradición poner en diferentes lugares del municipio belenes gigantes. Suelen montarse por barrios y alrededor de ellos se reúnen los vecinos a cantar villancicos y cenar alrededor de una hoguera.[27][45]

### Banda de música
En 1877 se funda la primera banda de música, conocida posteriormente como Banda vieja, en Santa Cruz de la Zarza por Ramón Gimeno, su primer director. Su primera actuación fue con motivo de la procesión y romería de la Virgen de la Paz. Ramón Gimeno permaneció en el cargo de director hasta el año 1896, en el que fue sustituido por Pedro Ortiz. A ambos les sucedieron Juan Rubio (1890 a 1892), Eduardo Rivas (1892 a 1902), Abel Rivas (1902 a 1922), Antonio Ruiz (1922 a 1923) y Melitón Gallo (1923 a 1936).
Por otra parte, Constantino Bertolín funda y dirige en 1892 la que se llamaría Banda nueva, aunque oficialmente recibiera el nombre de Los amigos del arte, música y teatro. Esta banda estuvo dirigida por Constantino Bertolín (1892 a 1900), Adolfo García-Mochales (1900 a 1923), Godofredo Gil García (1923 a 1925), Lucio Horajada (1925 a 1931) e Isidoro Cámara (1931 a 1936).
Ambas bandas contaros desde sus inicios con directores profesionales, como los mencionados Pedro Ortiz, Anastasio Bertolín y Abel Rivas Arias, que dieron un gran esplendor a la música en Santa Cruz de la Zarza.
Durante la actuación de estas 2 bandas de música prevaleció una cierta rivalidad y enemistad por las diferentes ideologías políticas con las que contaban cada una de ellas. Durante la Guerra Civil las dos bandas fueron conocidas como la banda del «tío Adolfo» o Banda nueva y la banda del «tío Melitón» o Banda vieja. En 1939, estas dos bandas se unen bajo la batuta de Melitón Gallo dando lugar a La Filarmónica, la actual banda de música del municipio. Melitón Gallo permaneció como director hasta 1945, año en el que tomó la dirección de la banda Adolfo García de la Cruz. Su estancia como director se prolongó hasta 1956. Ese año se hizo cargo de la banda Isidoro Santos, cuyo mandato duró dos años y fue posteriormente sustituido por su predecesor en el cargo, Adolfo García de la Cruz. El segundo mandato de este tuvo una duración de dos años. Tras este período, Joaquín Arias Loriente se convirtió en director de La Filarmónica, permaneciendo en el cargo hasta 1992. Tras él, tomó la batuta de la banda Francisco Villarreal Palacios, actual director de esta banda que cuenta en sus filas con 75 componentes.
Es la entidad cultural con más peso social, presencia y prestigio en la localidad, y ofrece durante todo el año numerosas actuaciones y conciertos en el municipio y fuera de él. Participa prácticamente en todos los actos oficiales y públicos (fiestas, procesiones, etc.).
Además, existe una Escuela de Música municipal para iniciarse en el lenguaje musical y en la interpretación de «diferentes instrumentos trompeta, guitarra, piano, etc., así como un conjunto coral. Esta Escuela de Música sirve como «cantera» para la Banda de Música y el resto de rondallas y agrupaciones del municipio.

### Folclore

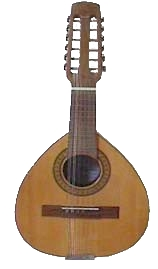
Bandurria, instrumento muy común entre los grupos folklóricos de Santa Cruz de la Zarza

El folclore santacrucero es muy extenso y con una larga tradición. A lo largo de su historia han existido numerosas rondallas de coros y danzas regionales, donde destacan por encima de todos la jota y las seguidillas, y otras piezas musicales cantadas casi exclusivamente en el municipio. Estas piezas populares suelen ser acompañadas por grupos instrumentales como guitarras, laudes o bandurrias.
Entre las piezas locales destacan: las labradoras, canciones de quintos, villancicos, coplas, mayos, jotas, seguidillas, etc. Las Seguidillas de Santa Cruz de la Zarza fueron recogidas en el disco Contentos Estamos del popular grupo folk Nuevo Mester de Juglaría en 1980.

### Teatro
La tradición teatral también está muy arraigada en Santa Cruz de la Zarza. Se tiene constancia de la creación de un teatro en 1850 a cargo de Romualdo Rivas. El Teatro fue el precursor de un gran movimiento cultural y artístico en Santa Cruz de la Zarza, con interpretaciones teatrales casi a diario. La llegada del ferrocarril y la luz eléctrica contribuyó a elevar el nivel artístico de las representaciones teatrales: destaca Delfín Pulido, afamado tenor lírico que llegó a tener su propia compañía de zarzuela y actuó en el resto de España y América.
Las representaciones no cesaron ni durante los duros años de la Guerra Civil ni durante la posguerra.
En los años 70, el teatro resurge por iniciativa del afamado pintor Lucio Muñoz, creando la compañía Trébedes (en un principio llamada Grupo Popular de Santa Cruz de la Zarza). Estos son años de gran esplendor para el teatro santacrucero, que obtiene premios en certámenes regionales como el de Villacañas.
Los relevos generacionales se han ido produciendo, pero la compañía Trébedes sigue realizando interpretaciones teatrales bajo la dirección de Jaime Torrijos, tanto en Santa Cruz de la Zarza como fuera de ella, y ha cosechado grandes triunfos y honores de interpretación, tanto individuales como colectivos.

### Cine
Durante el verano de 2014 el director Óscar Parra de Carrizosa rodó en el municipio su película La espina de Dios en la que contó con la colaboración de muchos santacruceros. La película, estrenada comercialmente en toda España el 27 de marzo de 2015, hizo su presentación nacional en la localidad, evento al que acudieron el citado director, así como la directora de producción Gema G. Regal y varios de los actores protagonistas.

### Carnavales
El Carnaval santacrucero tuvo mucha importancia en la comarca a finales del siglo XIX. Tradicionalmente, la banda de música realizaba un baile de disfraces a los que acudían un sinfín de personas, tanto del pueblo como de los alrededores, con los disfraces más variopintos. A mediados del siglo XX este baile se comenzó a efectuar en el popular Salón de la Tercia. A partir de la década de los 80, comenzó en Santa Cruz de la Zarza la tradición del desfile de carnaval por las calles del pueblo acompañados de la Banda de Música; se incorporó más tarde la elaboración de grandes y vistosas carrozas de carnaval. El auge del Carnaval en Santa Cruz de la Zarza ha ido creciendo con el paso de los años, y cuenta con numerosas comparsas que participan en su cabalgata, tanto del pueblo como de fuera.
El miércoles de ceniza se celebra el Entierro de la Sardina, al que acuden los habitantes del municipio disfrazados con indumentarias en las que predomina el color negro, que simula el luto que se siente por «el difunto». La sardina representa los vicios, el desenfreno y los sentimientos de liberación que surgen en la fiesta, que concluye con su quema en una hoguera para arreglarlo todo y volver al orden, tomando al fuego como símbolo de liberación y regeneración.

## Educación
La educación en Santa Cruz de la Zarza depende de la Consejería de Educación y Ciencia de la Junta de Comunidades de Castilla-La Mancha, que asume las competencias de educación a nivel regional. Hay un colegio público de educación primaria llamado CEIP Eduardo Palomo y un Instituto de Educación Secundaria Obligatoria, IESO Velsinia. También cuenta con un Centro de Atención Infantil (CAI) para la Educación Infantil de primer ciclo (niños de 0 a 3 años).
En el curso 2006-2007, según la estadística oficial de la Consejería de Educación y Ciencia, hubo 56 profesores y 652 alumnos matriculados en enseñanzas no universitarias, de los cuales 642 lo estaban en centros de carácter público y 10 alumnos en centros de carácter privado.
Según afirma Pascual Madoz, entre 1846 y 1850 había dos escuelas en Santa Cruz de la Zarza dotadas con 2200 reales a las que asistían 110 niños y una escuela de niñas dotada con 1100 reales a la que asistían 44 niñas.

## Deportes
El deporte es también una actividad con mucha presencia en la sociedad santacrucera. La localidad cuenta con un polideportivo de titularidad municipal con los siguientes equipamientos: dos piscinas al aire libre, dos pistas multidisciplinares al aire libre, campo de fútbol, pabellón cubierto para la práctica de varios deportes, pista al aire libre de frontenis, dos pistas de pádel y campo de vóley-playa. Existen numerosas asociaciones dedicadas a la práctica de diversos deportes, de las que posiblemente la más antigua sea el club de fútbol Santa Cruz UJAF C.F.

### Fútbol
La tradición futbolística en Santa Cruz de la Zarza ha sido muy grande. En la década de 1950 existía un club de fútbol con el nombre de C.F. Santa Cruz. En los años 60 había varios clubes de fútbol en la localidad: el Betis, que debió de recibir ese nombre por tener la camiseta verde y blanca; el Estrella de Madrid y el TSA, siglas de Tabacalera Sociedad Anónima. Esos equipos jugaban entre sí, pero después se hacía una selección para los partidos del Santa Cruz. En marzo de 1961, se realizó un trofeo local triangular entre estos tres equipos, y resultó campeón el Betis. Más tarde se formaría la C.D. UJAF (Unión de Jugadores Aficionados al Fútbol). En la década de 1980, coexistían el C.F. Santa Cruz y el C.D. UJAF y había una gran rivalidad entre ambos equipos. En 1986, ambos clubes se unen para formar el actual Santa Cruz UJAF C.F.
El Santa Cruz UJAF ha militado gran parte de su historia en la 2.ª División Autonómica. En 1996 logra el ascenso a 1.ª División Autonómica, en la que permanecería durante dos años. En la temporada 2006-2007, diez años después de su primer ascenso, el Santa Cruz UJAF logra ascender de nuevo a la 1.ª División Autonómica. Hay un equipo juvenil del Santa Cruz UJAF que milita en la división Juvenil Provincial.
Además, hay en Santa Cruz de la Zarza tres peñas futbolísticas: la Peña Barcelonista «La Bota», compuesta de seguidores del Fútbol Club Barcelona, fundada en 1978 e inaugurada por Nicolau Casaus; la Peña Madridista «El Nido», formada por seguidores del Real Madrid CF; y una tercera peña de seguidores del Atlético de Madrid, la Peña Atlética Santa Cruz.

### Otros deportes
En Santa Cruz de la Zarza existen otras asociaciones deportivas vinculadas a otros deportes:
- El Club Dragón de Patinaje, dedicado a la práctica y enseñanza de patinaje artístico sobre ruedas. A finales de los 80, el club fue fundado por José Antonio Díaz Nieto como un club de hockey sobre patines, y pasó a ser un club que practicaba ambos deportes hasta que el equipo de hockey desapareció y la actividad del club se dedicó exclusivamente al patinaje.[67]
- El Club Motor Viloria es un club de motociclismo que cuenta con 45 socios y 22 pilotos.[68] Organiza competiciones (campeonatos regionales y provinciales) en la especialidad off-road, cursos de pilotaje y perfeccionamiento y organiza desplazamientos a pruebas nacionales e internacionales.
- El kárate también está presente en la localidad, existiendo dos clubes, el D.E. Kárate Santa Cruz, fundado en 2001, y el C.D.E. Kárate Velsinia, fundado en 2002, ambos de estilo Shito-Ryu.[69]
- El Club de Ajedrez Chatrang, dedicado a la enseñanza y práctica del ajedrez.
- La Asociación de Cazadores «La Liebre» se dedica a la caza y gestiona un coto.
- El Club de Tiro Kirico con 113 socios, dispone de 3 canchas para practicar el deporte del tiro olímpico y tiro al vuelo. Organiza muchas competiciones al año de carácter nacional, regional, provincial y local.[70]
- Fútbol sala: Se realizan campeonatos de este deporte en la localidad.
- Hay escuelas deportivas municipales donde se practican diferentes deportes: baloncesto, tenis, bádminton, balonmano, natación, gimnasia para la tercera edad, etc.

## Gastronomía

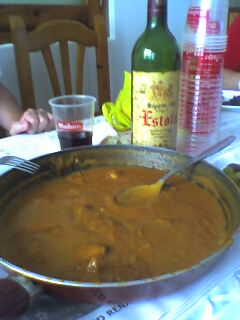
Gachas manchegas

Es la típica cocina tradicional manchega. Destacan los platos relativos a la caza, en especial la liebre, como su principal protagonista en las más diversas preparaciones. Combina la tradición agrícola, ganadera y cinegética con el arte de cocinar, y con un suave aceite de oliva se obtienen los ricos guisos y platos de legumbres, piezas de caza, cordero y quesos, acompañados por vinos de la localidad. Entre dichos platos destacan los asados, la caldereta de cordero, guisados de carne con patatas, el arroz con liebre, las judías con perdiz, la perdiz escabechada, el pisto manchego, la carcamusa, etc., sin olvidar las gachas manchegas o puches, elaboradas con harina de almortas, y que se suelen comer el día de la matanza y los días nublados o de lluvia.
En repostería, destaca la elaboración de pastas y dulces de todo tipo, perrunillas (hechas con almendras), bollos tontos, mantecados, galletas, magdalenas, tortas, borrachos, carne de membrillo (se suele comer junto con queso manchego o pan), hornazos, etc. También se elabora el arrope, producto resultante de concentrar los mostos obtenidos de las viñas santacruceras por efecto de la aplicación de calor, que carameliza los azúcares del mosto. Al arrope se le suelen añadir trozos de calabaza para potenciar el sabor de este y obtener algo muy parecido al cabello de ángel. El arrope y la carne de membrillo se suelen comer acompañados con alguno de los quesos que se elaboran en Santa Cruz de la Zarza, premiados entre los mejores de Castilla-La Mancha.
En Semana Santa, son típicas las famosas torrijas.

## Ciudades hermanadas
Desde 1993, el municipio de Santa Cruz de la Zarza está hermanado con la comuna francesa de La Grand-Croix.